# Szopienice-Burowiec
Szopienice-Burowiec – dzielnica Katowic, położona we wschodniej części miasta, w zespole dzielnic wschodnich, nad rzeką Rawą, 8 km na wschód od centrum miasta. Składa się ona z dwóch głównych części miasta: Burowiec i Szopienice, ich kolonii i osad: Bagno, Borki, Drugie Szopienice, Helgoland, Morawa, Roździeń, Pauls, Stawiska (północna część), Traugott, Uthyman i Wilhelmina, a także z powojennych osiedli mieszkaniowych: Morawa i Przedwiośnie.
Początki osadnictwa na terenie Szopienic-Burowca sięgają XIII wieku, kiedy to założono Roździeń i Szopienice, które były po raz pierwszy wzmiankowane w 1360 roku. Były one wówczas osadami rolniczymi, a w Roździeniu powstała kuźnica, której właścicielem był od 1595 roku Walenty Roździeński. W XVIII wieku powstał Burowiec. Od I połowy XIX wieku rozwijał się na terenie współczesnej dzielnicy przemysł – powstały tu kopalnie węgla kamiennego oraz huty cynku i ołowiu, a także dotarła kolej oraz linia tramwajowa. W trakcie III powstania śląskiego w 1921 roku Szopienice były siedzibą Naczelnej Komendy Wojsk Powstańczych. 1 grudnia 1930 roku połączono Szopienice i Roździeń w późniejszą gminę Szopienice, która 1 stycznia 1947 roku uzyskała prawa miejskie. W 1951 roku do Szopienic przyłączono m.in. Burowiec, zaś 31 grudnia 1959 roku całe miasto Szopienice zostało włączone do Katowic.
Po 1989 roku w wyniku restrukturyzacji Huta Metali Nieżelaznych „Szopienice” przeszła w stan likwidacji, lecz dzielnica nadal pozostaje ośrodkiem przemysłowym. Wzdłuż północnej i południowej granicy dzielnicy przebiegają dwie ważne arterie komunikacyjne: droga krajowa nr 79 i ekspresowa S86, a przez centrum Szopienic-Burowca również jedna z najważniejszych linii kolejowych Polski: nr 1 Katowice – Warszawa Zachodnia. W 2007 roku Szopienice-Burowiec liczył 17 139 osób (5,4% ludności Katowic).

## Geografia

### Położenie
Szopienice-Burowiec pod względem administracyjnym położony jest w województwie śląskim i stanowi jedną z jednostek pomocniczych miasta Katowice (nr 15), zlokalizowaną w północno-wschodniej części miasta, w odległości około 8 km od centrum.
Szopienice-Burowiec graniczy z sąsiednimi dzielnicami Katowic oraz z Sosnowcem i Mysłowicami. Od północy sąsiaduje z Dąbrówką Małą oraz Sosnowcem (dzielnice: Milowice, Stary Sosnowiec i Śródmieście), od wschodu z Mysłowicami (dzielnice Piasek i Bończyk-Tuwima), od południa z Janowem-Nikiszowcem, natomiast od zachodu z Zawodziem. Granice dzielnicy biegną następująco:
- Od północy: wzdłuż al. W. Roździeńskiego od zjazdu na wysokości przystanku autobusowego Dąbrówka Mała Centrum Handlowe (południowe stanowisko) do granicy miasta z Sosnowcem na Brynicy i dalej wzdłuż trasy dawnej Północnej Magistrali Piaskowej do skrzyżowania z linią kolejową nr 1, po czym granica biegnie na północny wschód do Brynicy i dalej wzdłuż rzeki do trójstyku granic Katowic, Mysłowic i Sosnowca na wysokości Szabelni[6][1],
- Od wschodu: wzdłuż granicy Katowic i Mysłowic środkiem stawu Hubertus III do skrzyżowania ul. Wiosny Ludów i Stawiska; dalej na południe do ul. Krakowskiej[6][1],
- Od południa: wzdłuż ul. Krakowskiej i południowej jezdni ul. Bagiennej do węzła z ulicami: 1 Maja, Krakowskiej i Obrońców Westerplatte[6][1],
- Od zachodu: wzdłuż ul. Obrońców Westerplatte do Rawy, po czym granica biegnie w górę nurtu rzeki na zachód, otacza Oczyszczalnię Ścieków Gigablok i dalej ciągnie się wzdłuż terenów przemysłowo-usługowych w kierunku al. W. Roździeńskiego[6][1].

Według podziału fizycznogeograficznego Jerzego Kondrackiego Szopienice-Burowiec znajduje się w mezoregionie Wyżyna Katowicka (341.13). Mezoregion ten stanowi południową część Wyżyny Śląskiej, która jest częścią podprowincji Wyżyna Śląsko-Krakowska. Pod względem historycznym dzielnica znajduje się we wschodniej części Górnego Śląska.

### Geologia
Szopienice-Burowiec pod względem budowy geologicznej znajduje się w zapadlisku górnośląskim. Obszar ten ma budowę zrębową. Na przełomie dewonu i karbonu zostało zaburzone paleozoiczne podłoże Wyżyny Śląskiej poprzez utworzenie zapadliska, które w okresie karbonu zostało wypełnione przez zlepieńce, piaskowce i łupki ilaste zawierające pokłady węgla kamiennego. W Szopienicach-Burowcu utwory karbońskie jako utwory powierzchniowe występują w kilku miejscach, z czego większe z nich to obszary na pograniczu z Szopienic-Burowca i Janowa-Nikiszowca, w rejonie Stawisk, na terenie dawnej Huty Metali Nieżelaznych Szopienice przy ul. K. Woźniaka, na północ od ul. Wandy oraz pomiędzy ul. J. Korczaka a stawem Morawa. Wyszczególnione obszary są zbudowane z warstw rudzkich (piaskowce, łupki szare i zlepieńce z węglami), natomiast ostatni obszar dodatkowo z warstw siodłowych (węgiel kamienny, piaskowce, łupki szare i zlepieńce) oraz wraz z obszarem pod stawem Borki warstwy grodzieckie (łupki szare z piaskowcami i węglem kamiennym).
W plejstocenie obszar Szopienic-Burowca został przykryty przez lądolód prawdopodobnie dwukrotnie: podczas zlodowacenia Sanu i zlodowacenia Odry (środkowopolskiego). Ze zlodowacenia Odry pozostały gliny zwałowe, które występują głównie w zachodniej części Katowic, natomiast we wschodniej części, m.in. na terenie Szopienic-Burowca, zostały one częściowo zdenudowane w okresie peryglacjalnym, tworząc rozległe powierzchnie glin deluwialnych przemieszanych z piaskami i żwirami fluwioglacjalnymi. Piaski i żwiry glacjalne i fluwioglacjalne pokrywają znaczną część Szopienic-Burowca, natomiast rejon Burowca, Wilhelmina i Bagna zbudowany jest na eluwiach gliny zwałowej.
W holocenie trwał proces niszczenia osadów plejstoceńskich, zwłaszcza w dolinach rzek. Utworzyły one niskie terasy w kilku stopniach w wyniku rozcięcia pokryw akumulacyjnych. Osady holoceńskie w Szopienicach-Burowcu ciągną się wzdłuż doliny Rawy oraz Brynicy.

### Rzeźba terenu

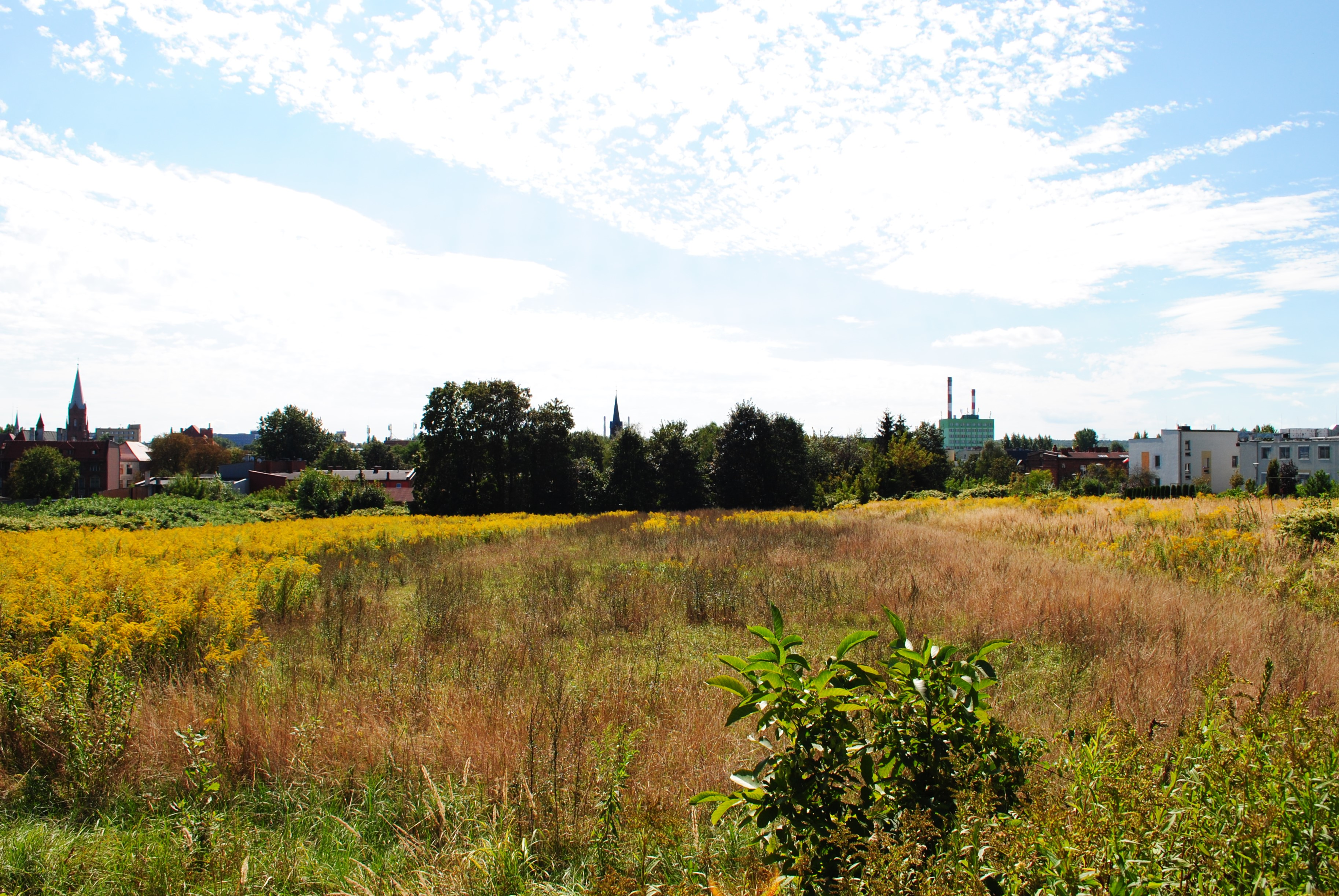
Widok ze Wzgórz Siemianowickich (ul. Brynicy) w kierunku południowym na Obniżenie Rawy (centrum Szopienic i Roździenia)

Szopienice-Burowiec położony jest na Wyżynie Śląskiej, w mezoregionie Wyżyna Katowicka (341.13). Obszar dzielnicy charakteryzuje się niewielkim zróżnicowaniem naturalnej rzeźby terenu. Najwyżej położony teren, wznoszący się na około 270 m n.p.m. ciągnie się w linii od cmentarza ewangelickiego przez wieżę wodną przy ul. J. Korczaka, ul. Chłodną do osiedla w rejonie ul. Letniej. Najniżej położone miejsce, wynoszące około 250 m n.p.m., znajduje się przy granicy Katowic z Sosnowcem w rejonie stawu Borki. Różnica wysokości w dzielnicy wynosi blisko 20 metrów. Wyżej położona część Szopienic-Burowca (zachodnia i południowa część dzielnicy) stanowi część Wyżyny Siemianowickiej, która opada łagodnym stokiem w niżej położony obszar, który ciągnie się wzdłuż Rawy, będący fragmentem Obniżenia Rawy. Szopienice-Burowiec na wschodzie, w rejonie kompleksu stawów Szopienice-Borki, położony jest w Kotlinie Mysłowickiej. Obszar przy granicy Szopienic-Burowca i Janowa-Nikiszowca przechodzi na południe w Płaskowyż Murcek.
Obszar Wyżyny Siemianowickiej, jak i też Doliny Rawy jest silnie przekształcony antropogenicznie, w związku z osadnictwem oraz wydobyciem i przetwórstwem surowców mineralnych, zwłaszcza węgla kamiennego. Ponadto występują tutaj formy rzeźby terenu stworzone przez człowieka w formie nasypów drogowych i kolejowych. Prawie cały obszar dzielnicy został zrównany antropogenicznie (nieprzekształcony rejon występuje głównie na wzniesieniach w rejonie cmentarza ewangelickiego, wieży wodnej przy ul. J. Korczaka i na terenach między Burowcem a Borkami), a rejon stawów Szopienice-Borki stanowi nieckę osiadań górniczych.

### Gleby
W Szopienicach-Burowcu, z uwagi na dużą antropopresję obszaru, gleby zostały w mocnym stopniu przekształcone przez człowieka i wytworzyły się gleby antropogeniczne, gdzie człowiek jest dominującym czynnikiem glebotwórczym. Północna część dzielnicy (w rejonie Burowca) zbudowana jest z gleb wytworzonych z glin zwałowych, natomiast południowa z piasków naglinowych. Gleby te w związku z rozwojem urbanistycznym i działalnością przemysłową uległy w znacznej części dewastacji i degradacji. Ponadto są one skażone metalami ciężkimi, również te położone na terenach zadrzewionych.
W Szopienicach-Burowcu dominują gleby IV klasy bonitacyjnej, które zajmują znaczną część dzielnicy. Występują tu też obszary, których gleby posiadają III klasę. Są to tereny w Burowcu pomiędzy ulicami Szronową (na całej długości) a Hallera.

### Klimat i topoklimat
Klimat Szopienic-Burowca nie wyróżnia się zbytnio od klimatu dla całych Katowic, natomiast jest modyfikowany przez czynniki lokalne (topoklimat). Występuje tu klimat umiarkowany przejściowy z przewagą prądów oceanicznych nad kontynentalnymi. Dominują wiatry zachodnie (około 60% udziału), a w mniejszym stopniu wschodnie i południowe. Średnia roczna temperatura w wieloleciu 1961–2005 dla stacji w pobliskim Muchowcu wynosi 8,1 °C, lecz zaznacza się tu też zjawisko miejskiej wyspy ciepła, która lokalnie modyfikuje temperaturę powietrza. Najcieplejszym miesiącem jest lipiec (17,8 °C), a najchłodniejszym styczeń (–2,2 °C). Średnie roczne usłonecznienie w wieloleciu 1966-2005 wynosiło 1474 godziny. Średnia roczna suma opadów dla wielolecia 1951–2005 wynosiła 713,8 mm.
Topoklimat dzielnicy jest zależny od stopnia zalesienia, zurbanizowania, a także od położenia względem dolin rzecznych. Obszar wyżej położony i w dalszej odległości od dolin dwóch głównych rzek przepływających przez Szopienice-Burowiec, tj. obszar w pasie od Burowca do osiedla przy ul. W. Andersa leży w topoklimacie zabudowanych, wyżej położonych dolin, gdzie notuje się warunki średnio korzystne oraz korzystne. Przy zwartej zabudowie i utwardzonych placach powietrze szybciej się nagrzewa w ciągu dnia, a także przy mniejszej wilgoci szybciej traci ciepło. Obszar bezpośrednio w dolinie Rawy, Brynicy oraz wokół stawów jest obszarem niekorzystnym topoklimatycznie. Z uwagi na częstsze zjawiska wypromieniowania ciepła częściej tam dochodzi m.in. do mgieł i przymrozków. Pozostały obszar ma topoklimat pośredni o warunkach średnio korzystnych – tam zmniejszona ilość wody przeciwdziała utracie ciepła.

### Wody powierzchniowe i podziemne

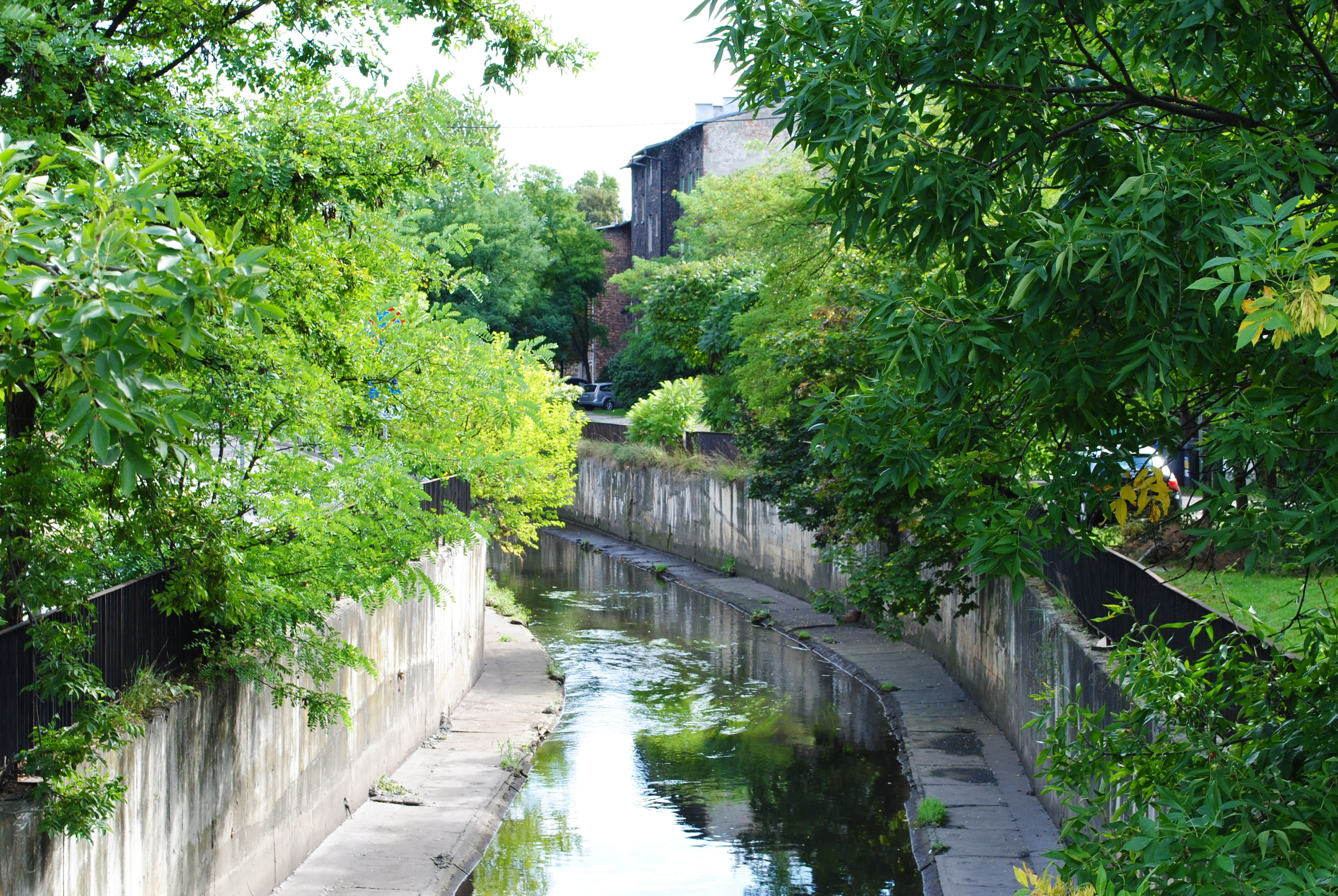
Rawa na wysokości ul. Obrońców Westerplatte

Obszar Szopienic-Burowca w całości położony jest w dorzeczu Wisły, na terenie zlewni trzech rzek: Brynicy (północno-zachodnia część Burowca, rejon Borek oraz stawów Szopienice-Borki), Rawy (zachodnia i środkowa część dzielnicy) i Boliny (rejon Wilhelmina i Stawisk).
Brynica płynie w kierunku granicy Katowic i Mysłowic. W Szopienicach-Burowcu na części długości rzeka wyznacza północno-wschodnią granice miasta. Średni przepływ Brynicy w Szabelni przy prawdopodobieństwie wynoszącym 50% wynosi 18,6 m³/s.
Rawa kieruje się z zachodu na wschód. Na terenie dzielnicy przepływa pomiędzy zajezdnią tramwajową a Oczyszczalnią Ścieków Gigablok i dalej równolegle do ul. Obrońców Westerplatte przecina tę ulicę, biegnąc na wschód równolegle do ul. Morawa i dalej równolegle do stawów Hubertus w kierunku granicy miasta. Rzeka ta jest na całości długości w Szopienicach-Burowcu uregulowana i obwałowana. Jest ona zasilana głównie wodą deszczową oraz ściekami komunalnymi i przemysłowymi. Rawa oraz Brynica na wysokości stawów Szopienice-Borki mają charakter rzeki tranzytowej, bez kontaktu hydraulicznego z pozostałymi wodami. Jakość ich wód jest w V klasie czystości, tj. bardzo niska, ze względu na wysoki poziom zanieczyszczeń bakteriologicznych. W Szopienicach-Burowcu znajduje się 15 miejsc zrzutu ścieków do Rawy, przeważnie komunalnych.
Niewielka część obszaru Szopienic-Burowca (wschodnia część Wilhelmina i rejon Stawisk) znajduje się w zlewni Boliny. Rzeka ta nie płynie bezpośrednio przez dzielnicę.

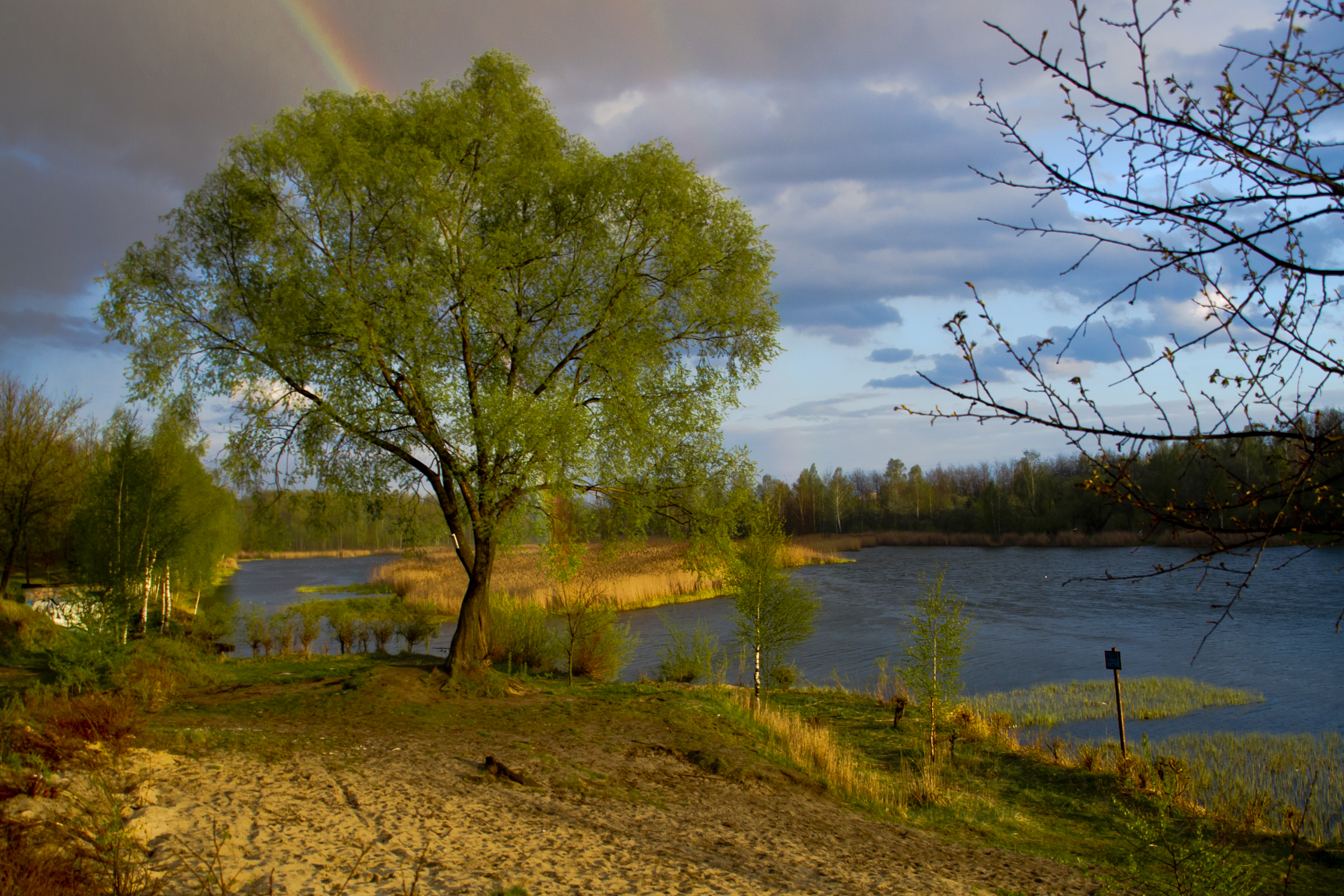
Staw Borki w zespole przyrodniczo-krajobrazowym Szopienice-Borki

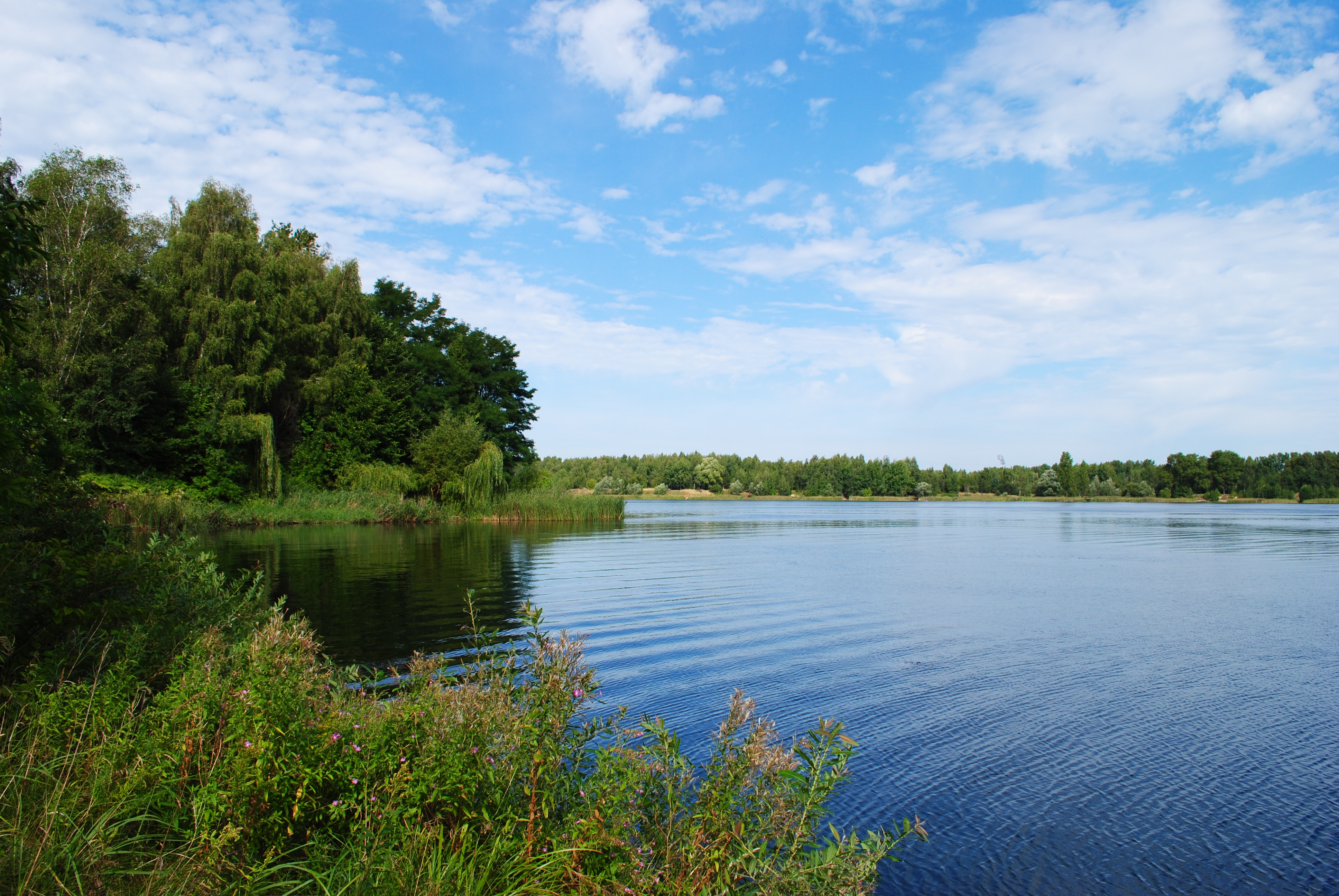
Staw Morawa w zespole przyrodniczo-krajobrazowym Szopienice-Borki

Sieć hydrograficzna Szopienic-Burowca jest silnie zantropogenizowana wskutek działalności człowieka, szczególnie poprzez działalność górniczą, która spowodowała znaczne osiadania terenu. W miejscach dawnych wyrobisk popiaskowych oraz w obszarach osiadań terenu, w północno-wschodniej części Szopienic wykształcił się kompleks stawów Szopienice-Borki, spośród których pięć z nich są w grupie sześciu największych zbiorników wodnych w Katowicach, z czego największym stawem w mieście pod względem powierzchni jest Morawa. Pod względem głębokości żaden staw nie przekracza 5 metrów. Stawy te wypełniły się samoczynnie wodą w latach 50.i 60. XX wieku w wyniku zakończenia eksploatacji pasku i zaprzestaniu odwadniania wyrobisk. W Szopienicach-Burowcu znajdują się następujące zbiorniki wodne, posiadające własną nazwę:
| Nazwa        | Powierzchnia [ha] | Zlewnia             |
| ------------ | ----------------- | ------------------- |
| Borki        | 11,23             | obszar bezodpływowy |
| Burowiec     | 0,34              | Rawa                |
| Hubertus I   | 6,93              | obszar bezodpływowy |
| Hubertus II  | 18,68             | obszar bezodpływowy |
| Hubertus III | 14,23             | obszar bezodpływowy |
| Morawa       | 35,3              | obszar bezodpływowy |

Szopienice-Burowiec według regionalizacji Paczyńskiego z 1995 roku znajduje się w zasięgu XII śląsko-krakowskiego regionu hydrogeologicznego. Obszar dzielnicy położony jest w granicach Jednolitej Części Wód Podziemnych nr 111. Pod niewielkim, północnym fragmentem dzielnicy zlokalizowany jest jeden z Głównych Zbiorników Wód Podziemnych – nr 329 Bytom. Prowadzi on wody o charakterze szczelinowo-krasowo-porowym w profilu utworów węglanowych z triasu.

### Przyroda i ochrona środowiska

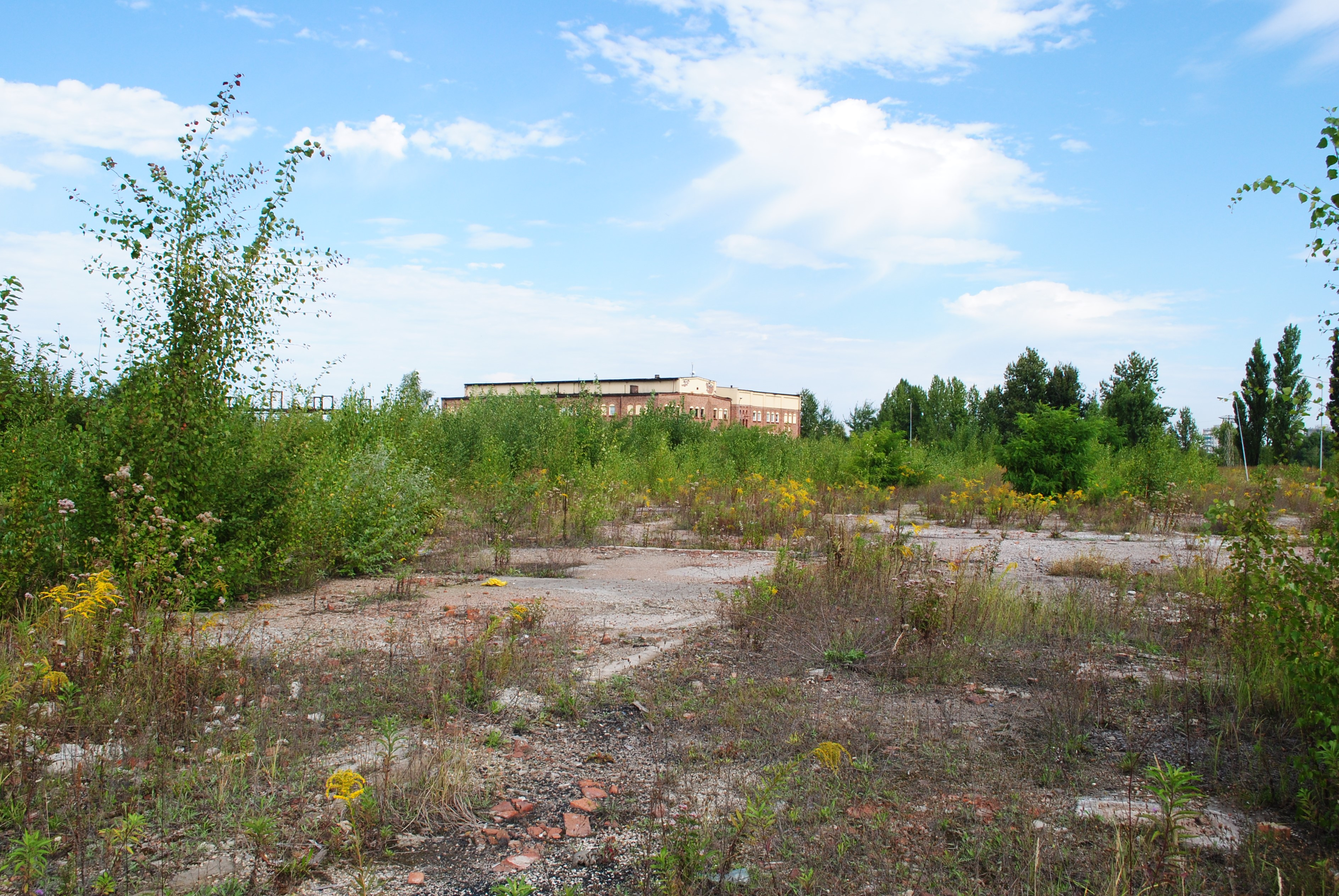
Nieużytki porośnięte przez roślinność ruderalną na terenie Huty Metali Nieżelaznych Szopienice (w likwidacji)

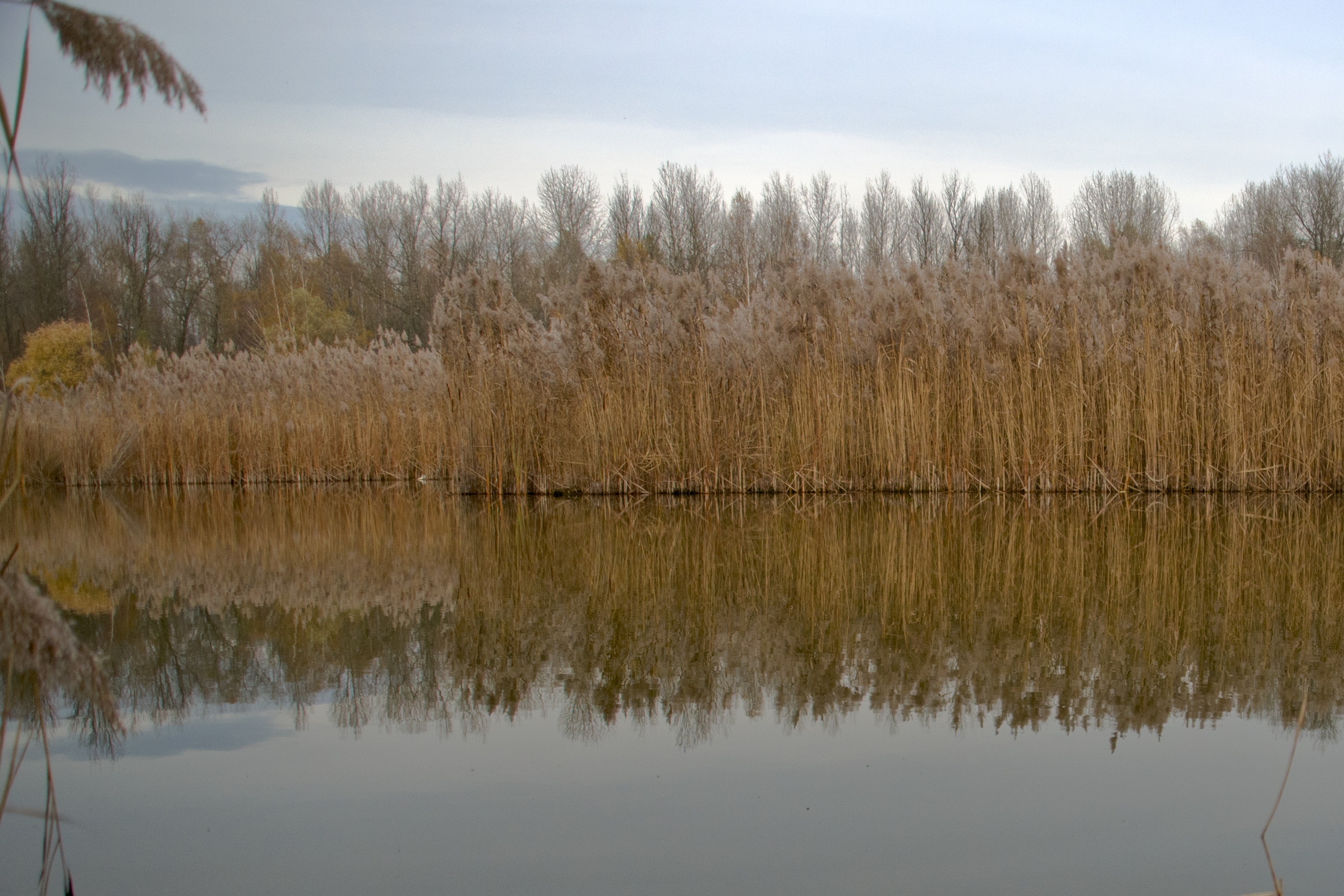
Fragment zespołu przyrodniczo-krajobrazowy Szopienice-Borki – roślinność szuwarowa na stawie Borki

Obszar Szopienic-Burowca jest jednym z najmocniej przekształconych rejonów w granicach Katowic, zwłaszcza w wyniku działalności przemysłu ciężkiego, co skutkuje dużym zanieczyszczeniem gleb (zwłaszcza metalami ciężkimi) i wód, a także została zmieniona szata roślinna i zwierzęca. Obszary nieużytków w dzielnicy zajmują ponad 55 ha, a zieleni nieurządzonej blisko 110 ha. Brak tu jest obszarów leśnych. W strukturze funkcjonalno-przestrzennej, tereny zieleni nieurządzonej oraz wygasającej funkcji rolniczej obejmują północ dzielnicy od Burowca do stawów Hubertus. Rejon szczególnie mocno przeobrażony i zdegradowany, stanowiący w głównej mierze nieużytki oraz tereny poprzemysłowe, to obszar dawnej Huty Metali Nieżelaznych Szopienice w południowo-wschodniej oraz zachodniej części dzielnicy.
W Szopienicach-Burowcu znajduje się natomiast miejsce cenne przyrodniczo, wykształcone w miejscu dawnych piaskowni, które z biegiem czasu wypełniły się wodą. Jest nim zespół przyrodniczo-krajobrazowy Szopienice-Borki o powierzchni 157 ha, ustanowiony 29 listopada 1999 roku. Obejmuje on obszar w rejonie stawów Borki, Morawa i Hubertus. Posiada on duże walory przyrodniczo-krajobrazowe i jest miejscem występowania chronionych gatunków roślin oraz zwierząt. W wodach żyje kilkanaście gatunków ryb, w tym m.in.: płoć, wzdręga, okoń, szczupak, leszcz, karaś i słonecznica. Brzegi stawów porastają szuwary, które stanowią schronienie dla ptaków wodnych i błoto-wodnych, w tym łabędzia niemego, krzyżówki, głowienki, czernicy czy łyski. Obszar ten jest również miejscem najliczniejszej kolonii lęgowej mewy śmieszki w Górnośląsko-Zagłębiowskiej Metropolii. Ponadto żyją tu inne gatunki chronionych ptaków. Ze ssaków, stawy są miejscem występowania piżmaków amerykańskich, a ponadto rejon ten zamieszkują: jeże, łasice, ryjówki aksamitne i kilka gatunków gryzoni. Obszary wokół stawów porastają zbiorowiska wierzbowo-topolowe. Obszar ten jest również miejscem rekreacji dla okolicznych mieszkańców, a także rowerzystów, wędkarzy czy miłośników jazdy konnej.
Ze względu na duże przekształcenia środowiska, pod względem roślinności potencjalnej cały obszar Szopienic-Burowca, prócz dolin rzek, jest terenem nieznanej tendencji sukcesyjnej. Na pozostałym obszarze – w dolinie Rawy i Brynicy roślinność potencjalną tworzą niżowe łęgi olszowe i jesionowo-olszowe siedlisk wodnogruntowych, okresowo lekko zabagnionych. Na terenach zdewastowanych i przekształconych występuje głównie roślinność synantropijna, która jest spotykana w siedliskach ruderalnych, w tym byliny (bylica pospolita i łopian), a miejsca wydeptywane porastają zbiorowiska dywanowe z babką zwyczajną i życicą. Pod względem świata zwierzęcego występują tu gatunki typowe dla ludzkich siedlisk, jak wróbel zwyczajny i gołąb skalny, a ponadto kawki, sroki, kosy, gawrony i szpaki. Na ogródkach działkowych, cmentarzach i w terenach urządzonej zieleni miejskiej występują najczęściej sikory, sójki, szpaki, zięby i kosy.
W Szopienicach-Burowcu znajduje się jeden pomnik przyrody. Jest nim kasztanowiec zwyczajny o wysokości 15 metrów i pierśnicy 218 cm. Rośnie on na placu Ogród Dworcowy. Drzewo to jako pomnik przyrody zostało ustanowione 23 czerwca 2017 roku.

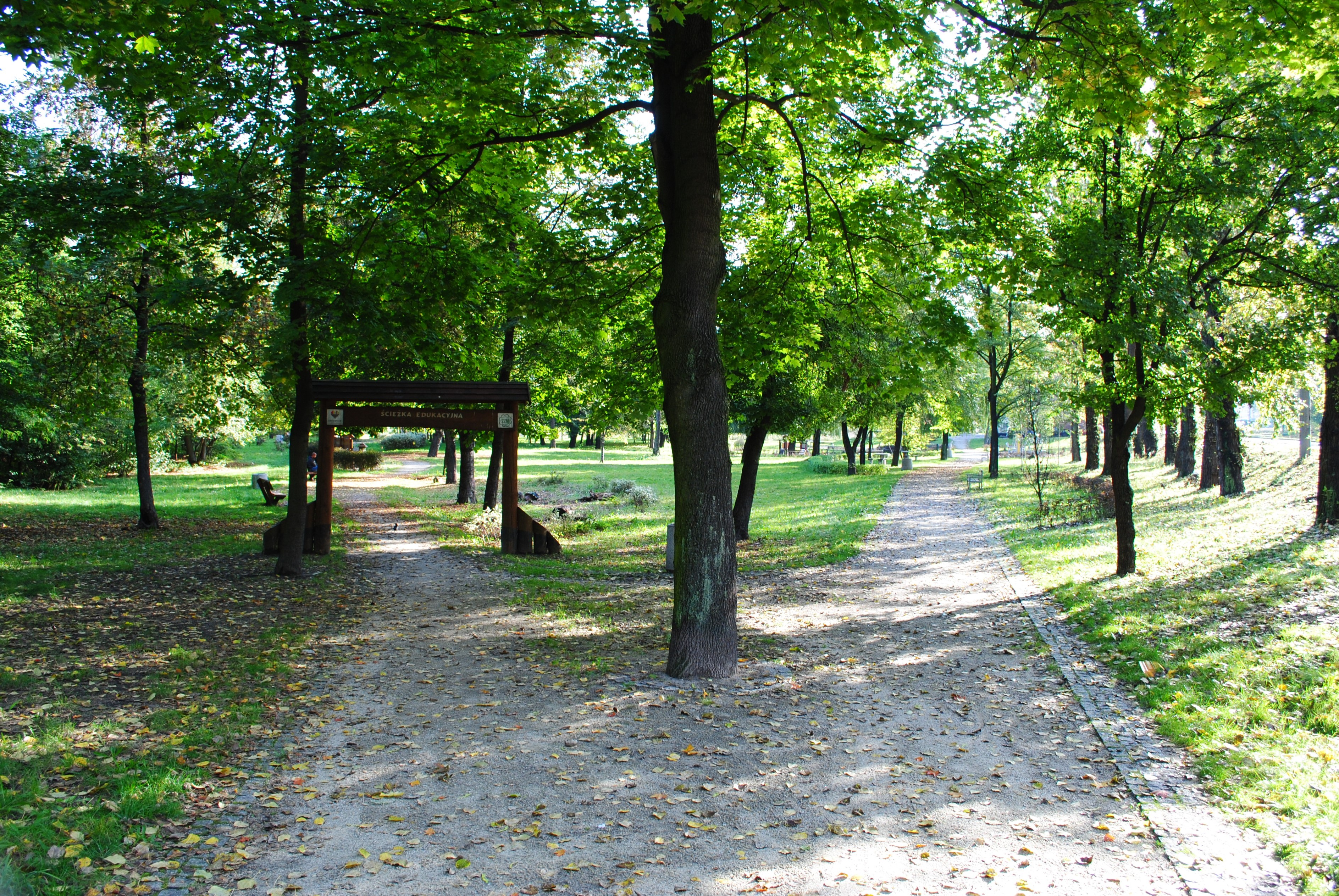
Park Antona Uthemanna przy ul. Wiosny Ludów

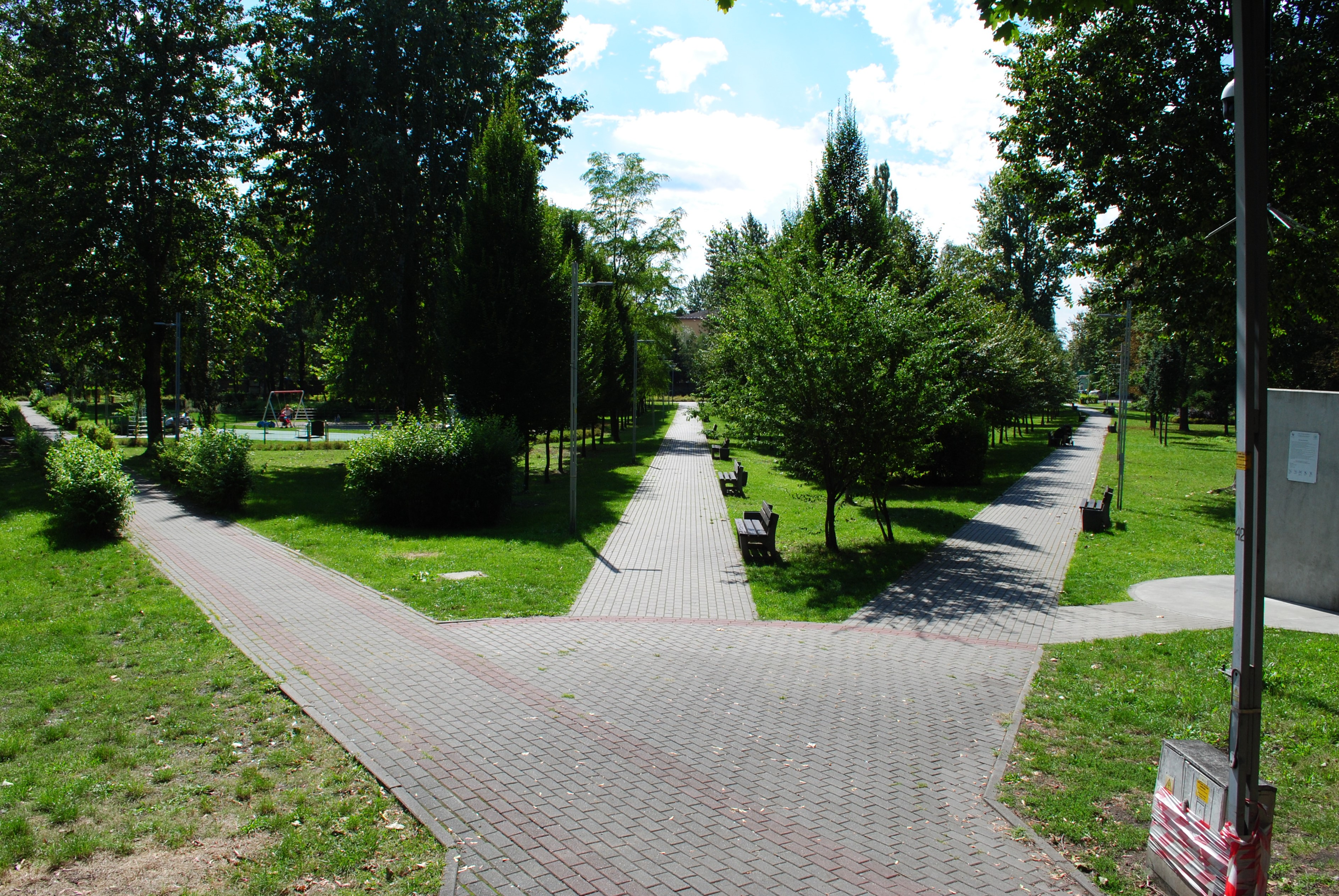
Skwer Hilarego Krzysztofiaka na rogu ul. Obrońców Westerplatte i Hallera

Zurbanizowany obszar Szopienic-Burowca jest miejscem lokalizacji obszarów zieleni urządzonej, którego łączna powierzchnia przekracza 28 ha. Znajdują się tu następujące obszary:
- Skwer Janiny Klatt (przy ul. J. Hallera w Burowcu)[52],
- Skwer Hilarego Krzysztofiaka (u zbiegu ul. J. Hallera i Obrońców Westerplatte)[53],
- Skwer Walentego Roździeńskiego (pomiędzy ul. H. Bednorza i Obrońców Westerplatte)[54],
- Skwer Ernesta Pritwittza (w rejonie ul. Obrońców Westerplatte)[55],
- Skwer Edmunda Gryglewicza (w rejonie ul. Morawa i Bednarskiej)[56],
- Skwer Haliny Lerman (pomiędzy ul. Wiosny Ludów i L. Zamenhofa)[57],
- Park Olimpijczyków (w rejonie przystanku kolejowego Katowice Szopienice Południowe)[58],
- Skwer Janusza Sidły (pomiędzy ul. 11 Listopada a linia kolejową)[59],
- Park Antona Uthemanna (przy ul. Wiosny Ludów)[60].

Ogrody działkowe na terenie Szopienic-Burowca podlegają pod Delegaturę Katowice Śląskiego Okręgowego Zarządu Polskiego Związku Działkowców. Są tu zlokalizowane są następujące ogrody:
| Nazwa                 | Lokalizacja       | Powierzchnia (ha) | Liczba działek (2007) |
| --------------------- | ----------------- | ----------------- | --------------------- |
| Bratek, Kolonia 3     | ul. Kuśnierska    | 0,14              | 5                     |
| Roździanka, Kolonia 1 | ul. Siewna        | 3,32              | 60                    |
| Roździanka, Kolonia 2 | ul. Brynicy       | 0,24              | 10                    |
| Roździanka, Kolonia 3 | ul. J. Kantorówny | 0,12              | 5                     |
| Słońce                | ul. L. Zamenhofa  | 1,19              | 60                    |

## Historia

### Początki

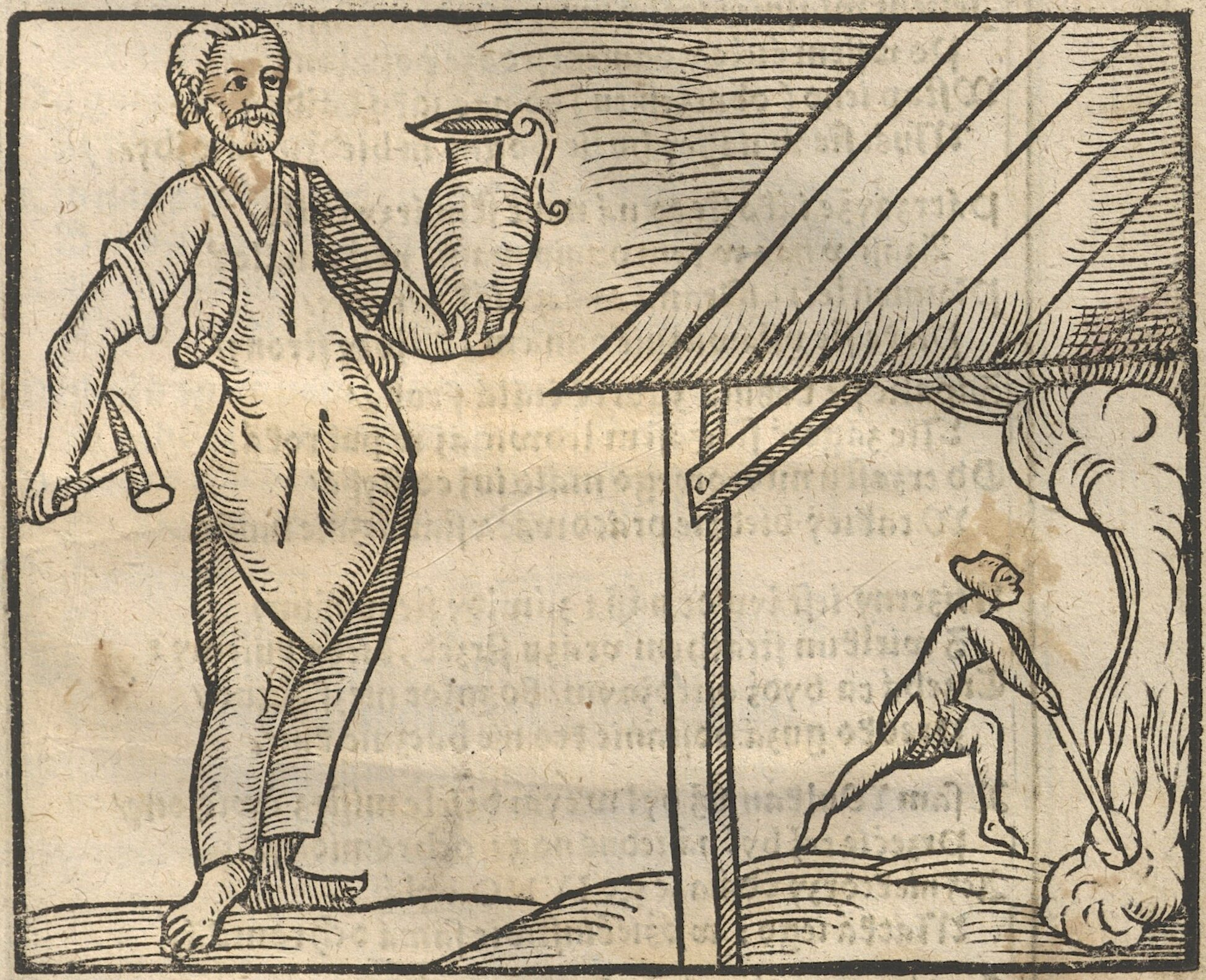
Walenty Roździeński na drzeworycie z poematu Officina ferraria

Wsie Roździeń i Szopienice powstały około XIII wieku, a pierwsza wzmianka na ich temat to akt darowizny z 1360 roku, kiedy to książę raciborski Mikołaj II opawski podarował kilka wsi w rejonie Mysłowic (w tym wspomniane wsie) Ottonowi z Pilicy. Szopienice zostały najechane i zniszczone w 1430 roku w czasie wojen husyckich. Do połowy XVI wieku wieś ta pozostała niezamieszkana. Roździeń natomiast do połowy XVI wieku był wolnym sołectwem, kiedy to w 1546 roku Stanisław Salomon je wykupił. W tym samym roku powstała w Roździeniu nad Roździanką (Rawą) i stawem Żabińcem kuźnica, założona przez kuźnika imieniem Szych.
Z Roździenia pochodzi pierwszy polski i jeden z pierwszych podręczników metalurgicznych Europy, autorstwa śląskiego kuźnika Walentego Roździeńskiego pt. Oficcina ferraria abo hutá i warstat z kuźniami szlachetnego dzieła żelaznego (wydana w Krakowie w 1612 roku). Walenty Roździeński w 1595 roku stał się właścicielem kuźni w Roździeniu, lecz próbując uzyskać prawa szlacheckie skonfliktował się z Katarzyną Salomonową i rok później w Roździeniu pozostała już tylko żona i siostry kuźnika. Kuźnica pozostała czynna do 1830 roku.
W latach 70. XVI wieku osadnicy ponownie pojawili się w Szopienicach. Wieś ta w XVI i XVIII wieku była małą osada rolniczą. Ponadto prowadzono tu hodowlę zwierząt i wyrąb lasów. Szopienice, założone na prawie niemieckim, posiadały własny samorząd gminny dzięki posiadaniu wolnego sołectwa, które trwało do 1614 roku, kiedy to Szopienice zostały wykupione przez spadkobierców Katarzyny Salomonowej. W 1656 roku wieś ta wraz z sąsiednim Roździeniem stały się własnością Mieroszewskich, którzy byli w ich posiadaniu przez następne około dwieście lat.
W XVIII wieku na obszarze wsi Dąbrówka Mała, przy trakcie łączącym Mysłowice i Siemianowice (obecna ul. J. Hallera) powstał Burowiec. Związany on był z kilkoma rodami, do których ta osada należała, w tym z rodziną Salomonów i Mieroszewskich, a od 1839 roku przechodzi na własność Marii i Franza Wincklerów, a potem ich córki Waleski i jej męża Huberta von Tiele-Wincklera.

### Okres rewolucji przemysłowej (XIX wiek)

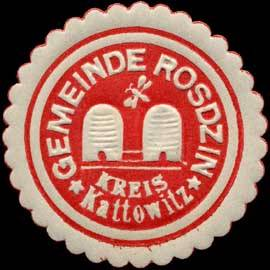
Zalepka z herbem dawnej gminy Roździeń

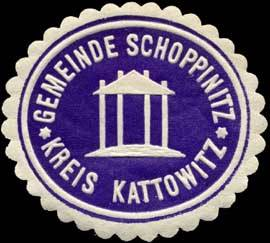
Zalepka z herbem dawnej gminy Szopienice

Rozwój przemysłu w Burowcu, Roździeniu i Szopienicach rozpoczął się w I połowie XIX wieku. Wówczas to w 1834 roku spółka Georg von Giesches Erben uruchomiła Hutę Cynku Wilhelmina (później Huta Metali Nieżelaznych Szopienice). Wraz z nią, przy granicy z Janowem, powstała kolonia robotnicza Wilhelmina. W 1836 roku wybudowano pierwszą utwardzoną drogę, przebiegająca z Katowic do Mysłowic przez kolonię Wilhelmina (obecnie ul. Krakowska). W 1847 roku na granicy Roździenia i Burowca powstaje huta cynku Paul (od 1922 roku Paweł). Właściciel tej huty – Löbbecke sprzedał ją w 1861 roku koncernowi Georg von Giesches Erben. W 1856 roku wydobycie rozpoczyna kopalnia węgla kamiennego Abendstern (pol. Gwiazda Wieczorna; po 1922 roku przemianowana na Jutrzenka), wykupiona później również przez wspomnianą spółkę. Na terenie Szopienic powstają kopalnie węgla kamiennego: Edwin, Teichmannshoffnung i Abendroth. W latach 1860–1865 powstała kolonia Morawa, a około 1890 roku w rejonie ul. Lwowskiej i Wałowej osiedle familoków (kolonia Helgoland). W 1864 roku uruchomiono produkcję w hucie srebra i ołowiu Walther-Croneck i żelaza Dietrich (w miejscu dawnej Kuźnicy Roździeńskiej, w rejonie obecnego skrzyżowania ul. Obrońców Westerplatte, Bednarskiej i Morawa). W rejonie Roździenia i okolicy powstały kopalnie węgla kamiennego: Louisensglück, Elfriede i Guter Traugott.

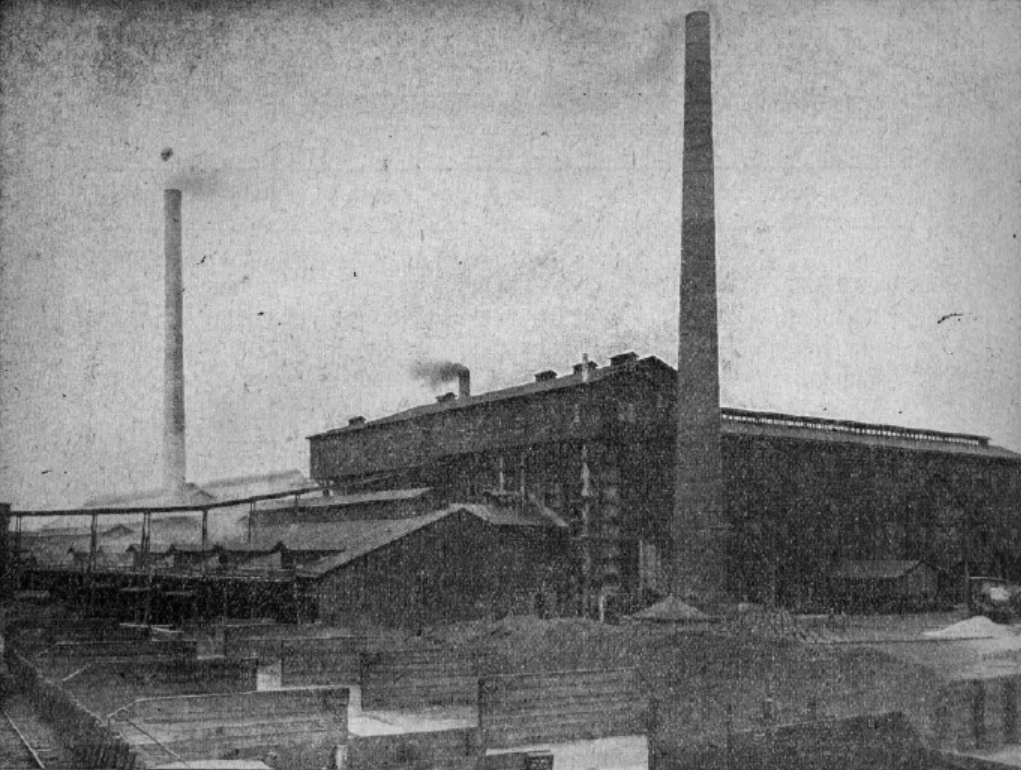
Huta ołowiu Walther Croneck przy obecnej ul. Obrońców Westerplatte w Burowcu

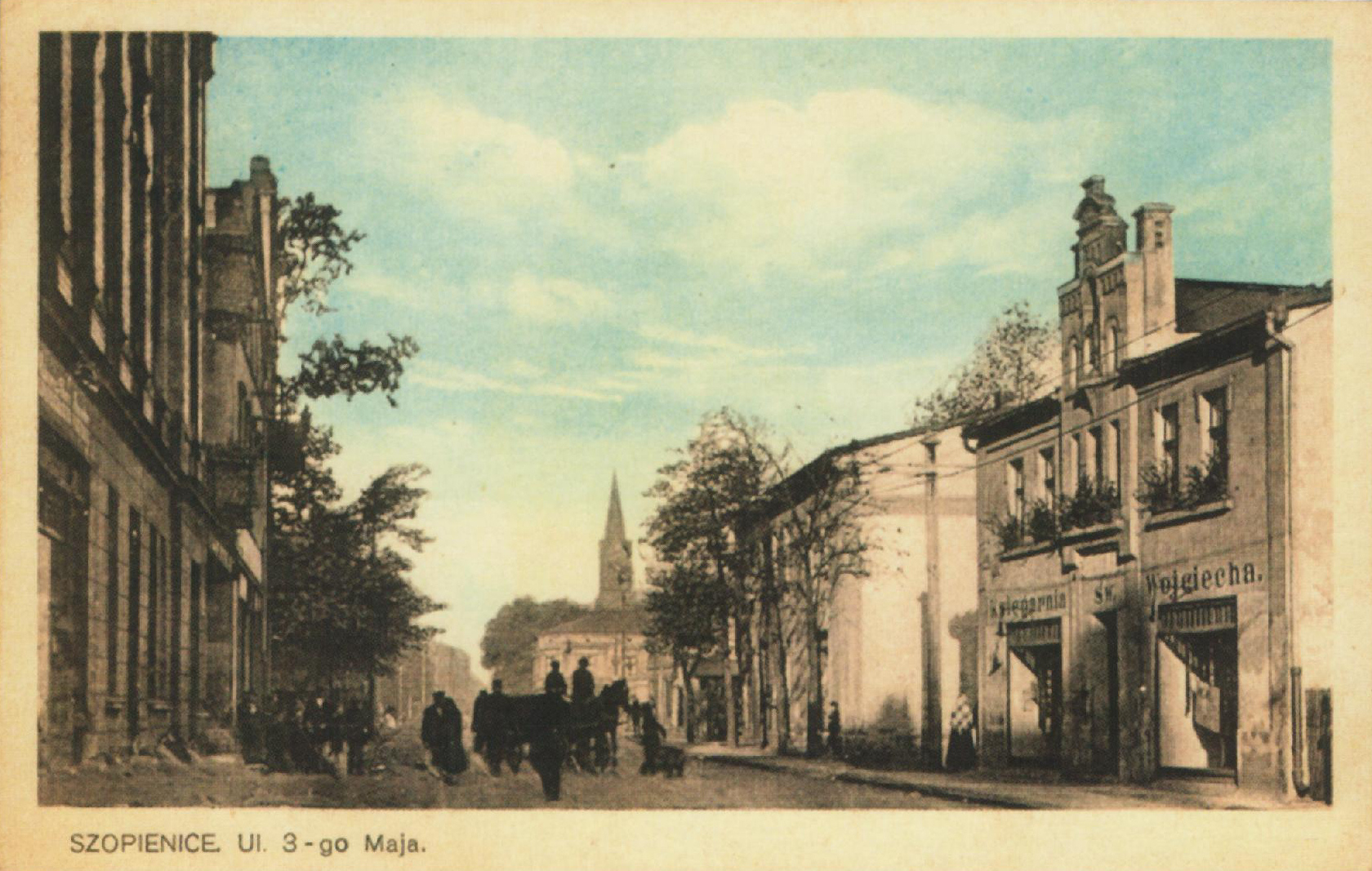
Pocztówka z 1913 roku przedstawiająca dzisiejszą ul. Wiosny Ludów w Szopienicach

W 1868 roku otwarto stację Szopienice Północne na linii Kolei Prawego Brzegu Odry łączącej Wrocław z Dziedzicami (obecnie Czechowice-Dziedzice) przez Olesno, Tarnowskie Góry, Bytom, Siemianowice i Pszczynę. Dwa lata później powstał także przystanek kolejowy Szopienice Południowe na wcześniej już otwartej linii Katowice – Mysłowice / Sosnowiec. W 1900 roku na obszar obecnej dzielnicy doprowadzono linię tramwajową łączącą Królewską Hutę przez Hajduki (obecnie Chorzów-Batory), Katowice i Zawodzie do Mysłowic.
Dnia 24 lutego 1872 (bądź 1 lipca 1871) roku erygowano rzymskokatolicką parafię roździeńską (od 1920 roku szopienicką). Dnia 15 października 1884 roku odbyła się uroczystość poświęcenia kamienia węgielnego pod budowę kościoła św. Jadwigi Śląskiej. Jej budowę ukończono w 1887 roku, natomiast kościół konsekrowano 1 maja 1902 roku. W latach 1876–1877 w Burowcu na rogu dzisiejszych ul. J. Hallera i Deszczowej został wybudowany budynek szkoły, do którego w 1899 roku uczęszczało 312 dzieci. W 1888 roku założono cmentarz ewangelicki, a 13 marca 1899 roku w Roździeniu rozpoczęła się budowa ewangelickiego kościoła Zbawiciela. 25 kwietnia 1899 roku odbyła się uroczystość poświęcenia kamienia węgielnego, a 6 marca 1901 roku poświęcono nowy kościół. Na przełomie XIX i XX wieku dochodzi do integracji dwóch osad – Szopienic i Roździenia. Pomiędzy nimi rozwija się wspólne centrum w rejonie ulic: Lwowskiej, H. Bednorza i Kantorówny, gdzie prócz kościołów powstał również budynek szkoły i centrum handlowe.
W latach 1882–1887 w Roździeniu znajdowała się dyrekcja zarządzająca hutami i kopalniami spółki Georg von Giesches Erben. Pod koniec XIX wieku powstał duży browar w rejonie ulic H. Bednorza i Obrońców Westerplatte. Jego właścicielem był mieszkaniec Roździenia – Mokrski. Dnia 1 stycznia 1912 roku Georg von Giesches Erben uruchomił pierwszą halę huty cynku Uthemann.

### Powstania śląskie i plebiscyt

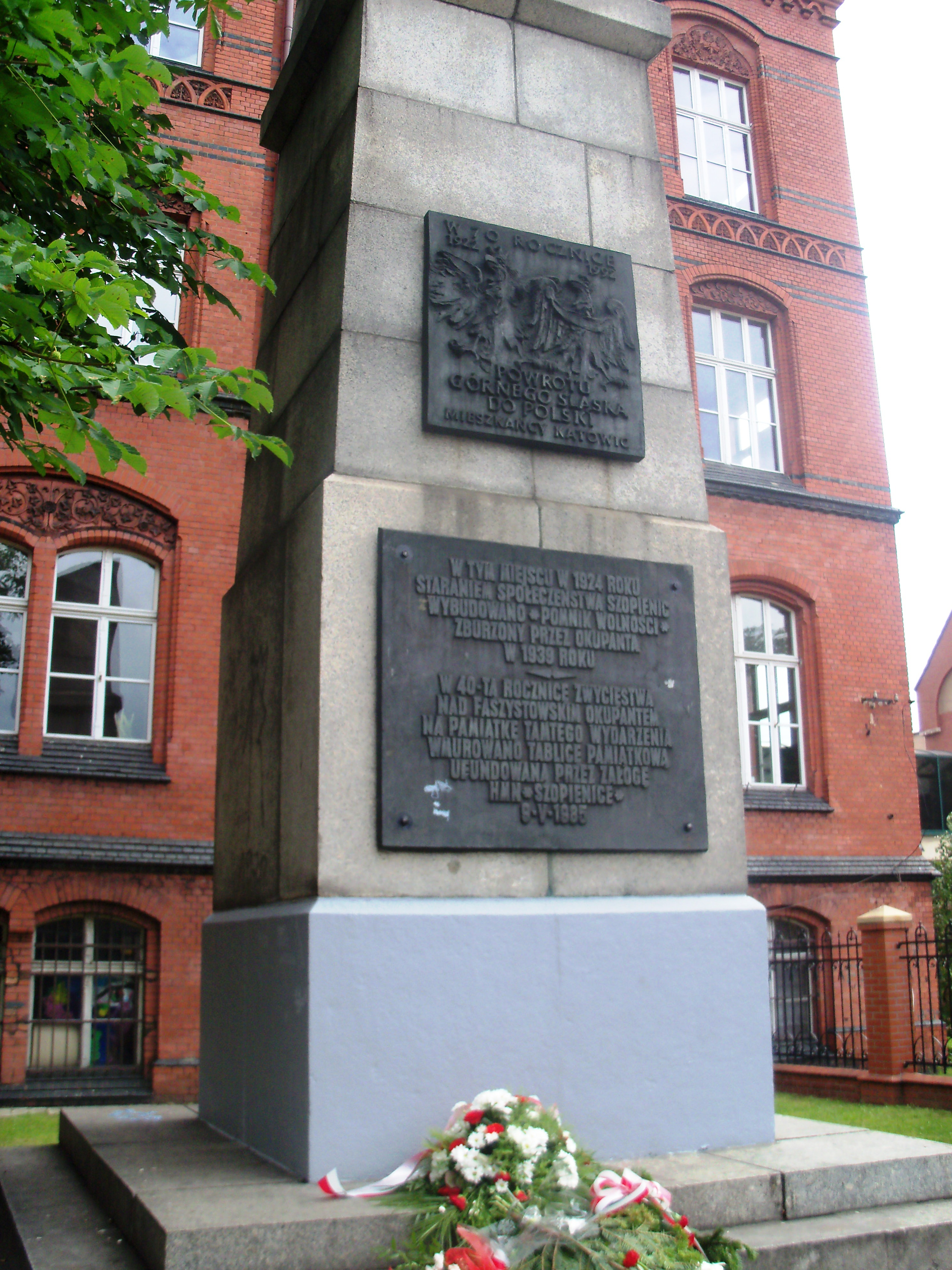
Pomnik Powstańca Śląskiego przy placu Powstańców Śląskich, z tablicą upamiętniającą powrót Górnego Śląska do Polski oraz upamiętniający miejsce, w którym stanął w 1924 roku Pomnik Wolności, zburzony przez Niemców w 1939 roku

Powstańcy z Roździenia i Szopienic brali czynny udział w powstaniach śląskich, a jednocześnie osady ta miału ważne znaczenie ze względu na ich lokalizację przy granicy państwowej ze względu na możliwość kontaktu z odrodzonym państwem polskim na mostach drogowych i kolejowych na Brynicy. W trakcie plebiscytu 70% mieszkańców Szopienic zagłosowało za przyłączeniem osady do Polski, a w Roździeniu głosów za przyłączeniem było łącznie 5696. W 1921 roku przy ul. Lwowskiej 2 (obecnie siedziba VI Liceum Ogólnokształcącego im. J. Długosza) znajdowała się siedziba Wojciecha Korfantego i Naczelnej Komendy Wojsk Powstańczych III powstania śląskiego. Sami zaś powstańcy z Szopienic i Roździenia brali udział w walkach o Kędzierzyn i pod Górą Św. Anny. Polskie wojsko wkroczyło na teren Szopienic 20 czerwca 1922 roku.

### Lata międzywojenne i II wojna światowa
W latach międzywojennych zaszły w Roździeniu i Szopienicach przemiany administracyjne. W 1924 roku zlikwidowano obszary dworskie, włączając jeden z nich do Szopienic. 1 grudnia 1930 roku połączono Szopienice i Roździeń w jedną gminę Roździeń-Szopienice, natomiast 14 stycznia 1934 roku zmieniono nazwę gminy Roździeń-Szopienice na Szopienice. W tym okresie powstał również ratusz oraz okoliczne budynki w rejonie ul. Wiosny Ludów. W czasie kryzysu gospodarczego dochodziło do częstych protestów, w tym pracowników huty Uthemann i fabryki sygnałów Ropag, którymi przewodzili miejscowi komuniści. W Roździeniu do jednego z większych strajków doszło w 1935 roku w reaktywowanej w 1933 roku kopalni Szczęście Luizy.
W 1939 roku ustawą Sejmu Śląskiego z dnia 10 lipca 1939 roku, Szopienice uzyskały z dniem 1 stycznia 1940 roku prawa miejskie, lecz z powodu okupacji niemieckiej ustawę wprowadzono w życie dopiero 1 stycznia 1947 roku. We wrześniu 1939 roku Szopienice zostały zajęte przez wojska niemieckie, a sama zaś osada była miejscem terroru hitlerowskiego. Miejscem kaźni był komisariat policji przy ul. Lwowskiej 15. Szopienice zostały zajęte przez oddziały Frontu Ukraińskiego Armii Czerwonej w dniu 27 stycznia 1945 roku.

### Lata powojenne
Od 1 grudnia 1945 roku do 31 grudnia 1946 roku Szopienice były siedzibą gminy wiejskiej Szopienice. 1 kwietnia 1951 roku zniesiono gminę miejską i utworzono powiat miejski Szopienice, do którego włączono zniesione gminy: Dąbrówka Mała (w tym Burowiec) i Janów, natomiast 31 grudnia 1959 roku Szopienice przyłączono do Katowic.
W czerwcu 1992 roku w Szopienicach odbyły się uroczystości związane z 70. rocznicą przyłączenia Górnego Śląska do Macierzy, w której uczestniczyli m.in. arcybiskup Damian Zimoń oraz wojewoda katowicki Wojciech Czech. Odsłonięto wówczas Pomnik Powstańca Śląskiego na placu Powstańców Śląskich.
W dniu 27 stycznia 2023 roku doszło do wybuchu w budynku plebanii ewangelicko-augsburskiej wspólnoty parafialnej, w wyniku którego życie straciły dwie osoby, a sam budynek został zniszczony.

## Demografia
| Wiek/ l. ludności    | 0–18 lat | 18-60/65 lat | powyżej 60/65 lat | Razem |
| -------------------- | -------- | ------------ | ----------------- | ----- |
| Ogółem               | 2817     | 9355         | 2728              | 14900 |
| kobiety              | 1423     | 4518         | 1955              | 7896  |
| mężczyźni            | 1394     | 4837         | 773               | 7004  |
| Wskaźnik feminizacji | 102      | 93           | 253               | 113   |

Najwcześniejsze dokładne dane dotyczące liczby ludności zamieszkujących tereny dzisiejszej dzielnicy Szopienice-Burowiec pochodzą z końca XVIII wieku. Wówczas to w Roździeniu w 1783 roku mieszkało 114 osób, a w Szopienicach w 1784 roku, w zależności od źródła danych, 74 bądź 79 osób. W 1819 roku w Szopienicach mieszkało 189 osób, a w 1830 było ich już 196. W tym samym czasie Roździeń zamieszkiwały 392 osoby. W 1861 roku w Roździeniu mieszkało 1 637 osób wyznania rzymskokatolickiego (93,2% mieszkańców wsi), a także 67 ewangelików i 52 Żydów. W tym samym roku, w Szopienicach na 1868 osób 1 760 było katolikami (94,2%), 79 ewangelikami, a 29 było wyznania mojżeszowego.
Ludność obydwu wsi wzrastała, a gwałtowny napływ mieszkańców nastąpił na przełomie XIX i XX wieku. W 1885 roku w Roździeniu, na wsi mieszkały 4 782 osoby, a na obszarze dworskim 998 osób. W Szopienicach w tym samym czasie na terenach wsi było 4 481 osób, a na obszarze dworskim mieszkało 1 440 ludzi. W Bagnie w 1885 roku mieszkały 472, a w Borkach 1 253 osoby. W Burowcu w 1 890 roku zamieszkiwało 2 081 osób. W 1910 roku łącznie w Roździeniu i Szopienicach mieszkało 22 148 mieszkańców, w czego w Roździeniu 10 392, a w Szopienicach 9 729 osób.
Po 1988 roku notuje się ciągły spadek liczby mieszkańców Szopienic-Burowca. W 1988 roku w obecnych granicach dzielnicy mieszkało 19 354 osoby. W grupach wiekowych liczba ludności była wówczas wyrównana. W 2007 roku natomiast mieszkało 17 139 osób i prócz grupy osób w wieku do 14 lat, których było stosunkowo najmniej, liczba osób w poszczególnych grupach wiekowych również była wyrównana, z minimalną przewagą grupy mieszkańców w wieku 15–29 lat. W 2015 roku w Szopienicach-Burowcu mieszkało 14900 osób. Struktura wiekowo-płciowa z tego roku przedstawia tabela obok.
Szczegółowe dane dotyczące liczby ludności Roździenia i Szopienic (bez Burowca) do 1939 roku oraz Dzielnicy nr 15 Szopienice-Burowiec od 1988 roku przedstawia poniższy wykres:

Uwagi i źródła danych: 1783 (Roździeń); 1784 (Szopienice; według innego źródła mieszkały wówczas 74 osoby); 1830; 1855; 1861; 1885 (bez obszarów dworskich Roździenia i Szopienic, w których mieszkało wówczas 2438 osób); 1890 (wówczas w Szopienicach łącznie z kolonią Wilhelmina mieszkało 6177 osób); 1905; 1910; 1939 (stan na 17 maja); 1988; 2005; 2010; 2015; 2019

## Polityka i administracja

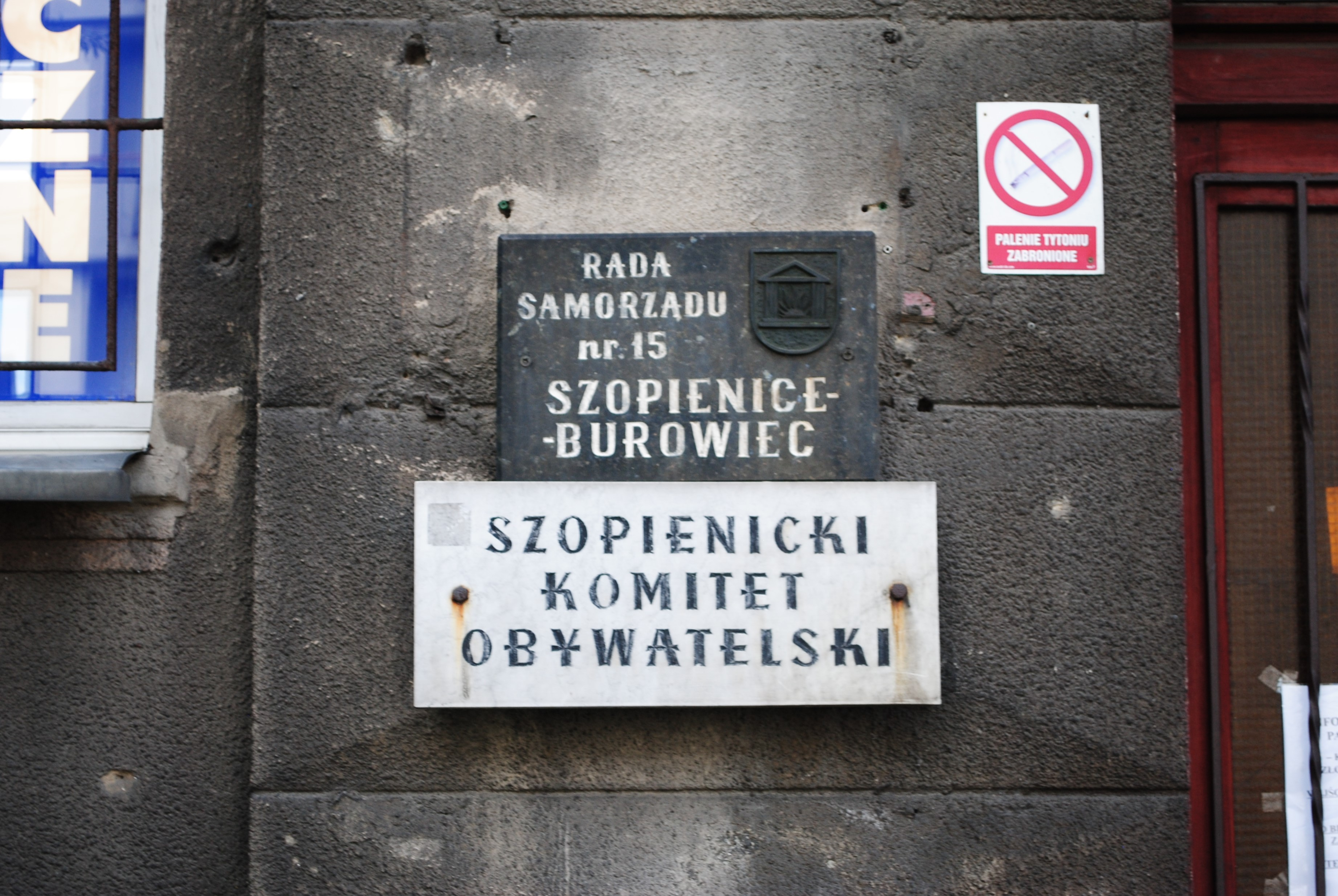
Tablica Rady Samorządu nr 15 Szopienice-Burowiec na siedzibie dawnego ratusza gminy Szopienice

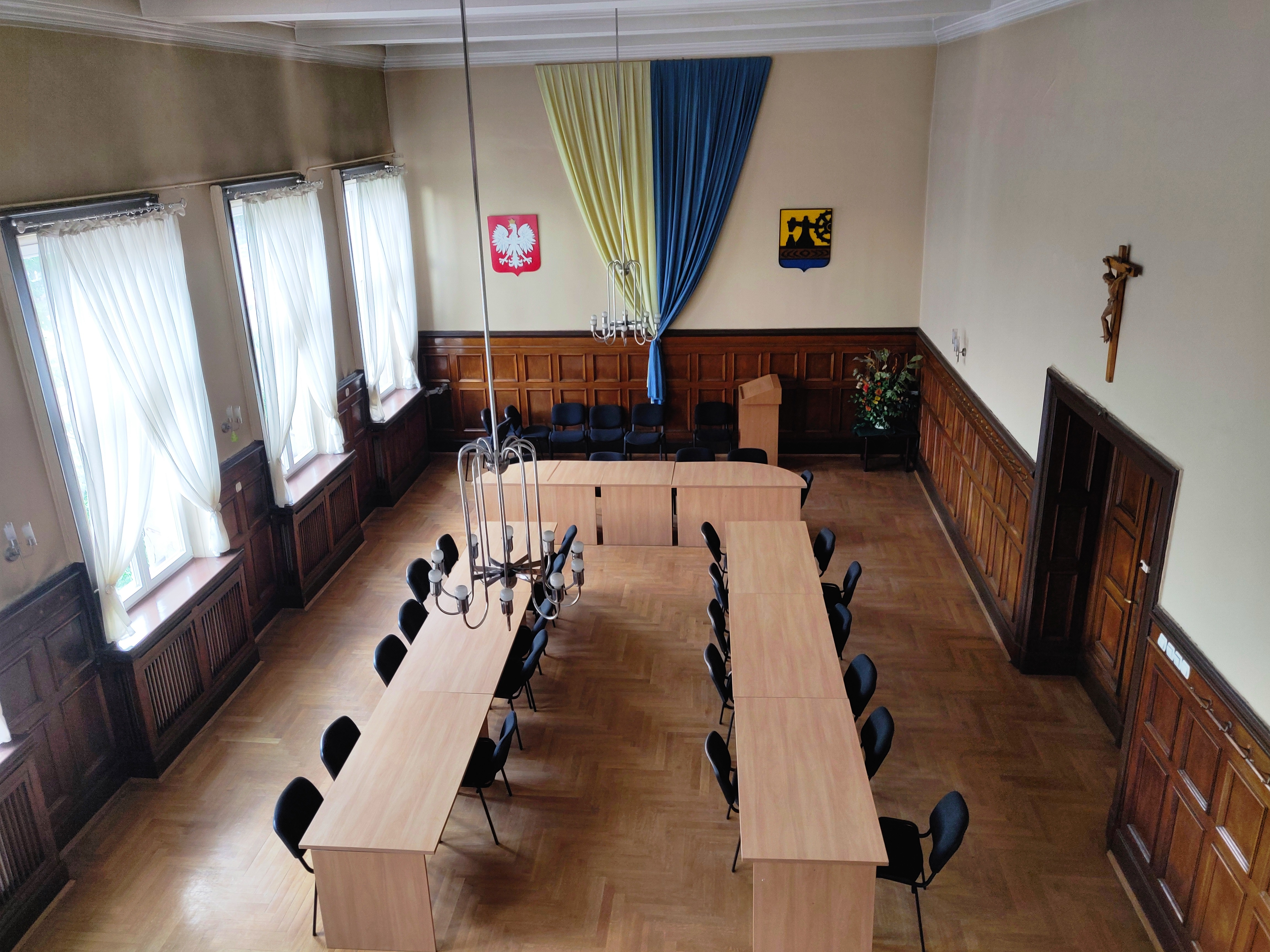
Sala sesyjna w dawnym ratuszu gminy Szopienice; obecnie siedziba Rady i Zarządu Dzielnicy nr 15 Szopienice-Burowiec

Obszary Roździenia i Szopienic, wzmiankowane po raz pierwszy w 1360 roku, w swojej historii często zmieniały właścicieli. W 1474 roku książę Wacław III rybnicki zostawił Roździeń w zastaw wojewodzie sandomierskiemu – Jakubowi z Dębna. W 1536 roku Stanisław Salomon stał się właścicielem nowo powstałych dóbr mysłowickich, w których znajdował się Roździeń i Szopienice. Tereny te odkupił od Jana Turzona. Dziesięć lat później wykupił sołectwo Roździenia, przejmując uprawnienia samorządowe we wsi, natomiast wolne sołectwo w Szopienicach funkcjonowało do 1614 roku wraz z jego wykupieniem przez spadkobierców Katarzyny Salomonowej. W 1656 roku Roździeń i Szopienice na drodze licytacji zostało wykupione przez Krzysztofa Mieroszewskiego. Obie wsie pozostały w rękach tego rodu do 1839 roku, kiedy to właścicielem wsi została Maria Winckler.
Burowiec, powstały na terenach Dąbrówki Małej, związany był z kilkoma rodami, do których ta osada należała, w tym z rodziną Salomonów i Mieroszewskich. W 1839 roku wieś przechodzi na własność Marii i Franza Winclerów, a potem ich córki Waleski i jej męża Huberta von Tiele-Wincklera. Na początku XX wieku Burowiec wchodził w skład gminy Dąbrówka Mała.
W 1924 roku zlikwidowano obszary dworskie, włączając jeden z nich do Szopienic. 1 grudnia 1930 roku połączono Szopienice i Roździeń w jedną gminę Roździeń-Szopienice, natomiast 14 stycznia 1934 roku zmieniono nazwę gminy na Szopienice. W tym okresie powstał budynek ratusza, znajdujący się przy obecnej ul. Wiosny Ludów 24.
Ustawą Sejmu Śląskiego z dnia 10 lipca 1939 roku Szopienice uzyskały z dniem 1 stycznia 1940 roku prawa miejskie, lecz z powodu wybuchu II wojny światowej przepisy wykonano dopiero 1 stycznia 1947 roku. Od 1 grudnia 1945 roku do 31 grudnia 1946 roku Szopienice były siedzibą gminy wiejskiej Szopienice. 1 kwietnia 1951 roku zniesiono gminę miejską i utworzono powiat miejski Szopienice do którego włączono zniesione gminy Dąbrówka Mała (w tym Burowiec) i Janów, natomiast 31 grudnia 1959 roku włączono Szopienice do Katowic. W dniu 1 stycznia 1992 roku w Katowicach utworzono 22 Pomocnicze Jednostki Samorządowe, w tym jednostkę Szopienice-Burowiec. Rada Miejska Katowic 29 września 1997 roku uchwaliła nowy podział na jednostki pomocnicze samorządu na terenie miasta, zaliczając Szopienice-Burowiec jako 15. jednostkę pomocniczą, wytyczając równocześnie jej dokładne granice.

Herb Szopienic

W wyborach do rady miasta Szopienice-Burowiec należy do okręgu nr 2 (Dąbrówka Mała, Szopienice-Burowiec, Janów-Nikiszowiec, Giszowiec i Murcki). W latach 2018–2023 okręg ten miał 5 przedstawicieli w Radzie Miasta.
W dzielnicy funkcjonuje Rada Dzielnicy nr 15 Szopienice-Burowiec. Siedziba rady znajduje się w dawnym budynku Urzędu Gminy Szopienice przy ul. Wiosny Ludów 24. Rada działa na podstawie statutu, uchwalonego przez Radę Miasta Katowice dnia 28 lutego 2005 roku. Liczy ona 15 radnych, a kadencja Rady i Zarządu trwa 4 lata. W kadencji 2018–2024 Przewodniczącym Rady jest Jan Flasza, zaś Przewodniczącym Zarządu w latach 2018–2023 był Piotr Łączniak, a w latach 2023–2024 Tomasz Rokicki. Rada używa dawnego herbu gminy Szopienice. Rada w trakcie V kadencji (2014–2018) organizowała liczne inicjatywy i zadania, w tym na rzecz poprawy bezpieczeństwa i budowy obiektów sportowo-rekreacyjnych w parkach i skwerach w dzielnicy, a także zajmowała się organizacją festynów, uczestniczyła w uroczystościach i ważnych rocznicach oraz działała innych inicjatywach.

## Gospodarka

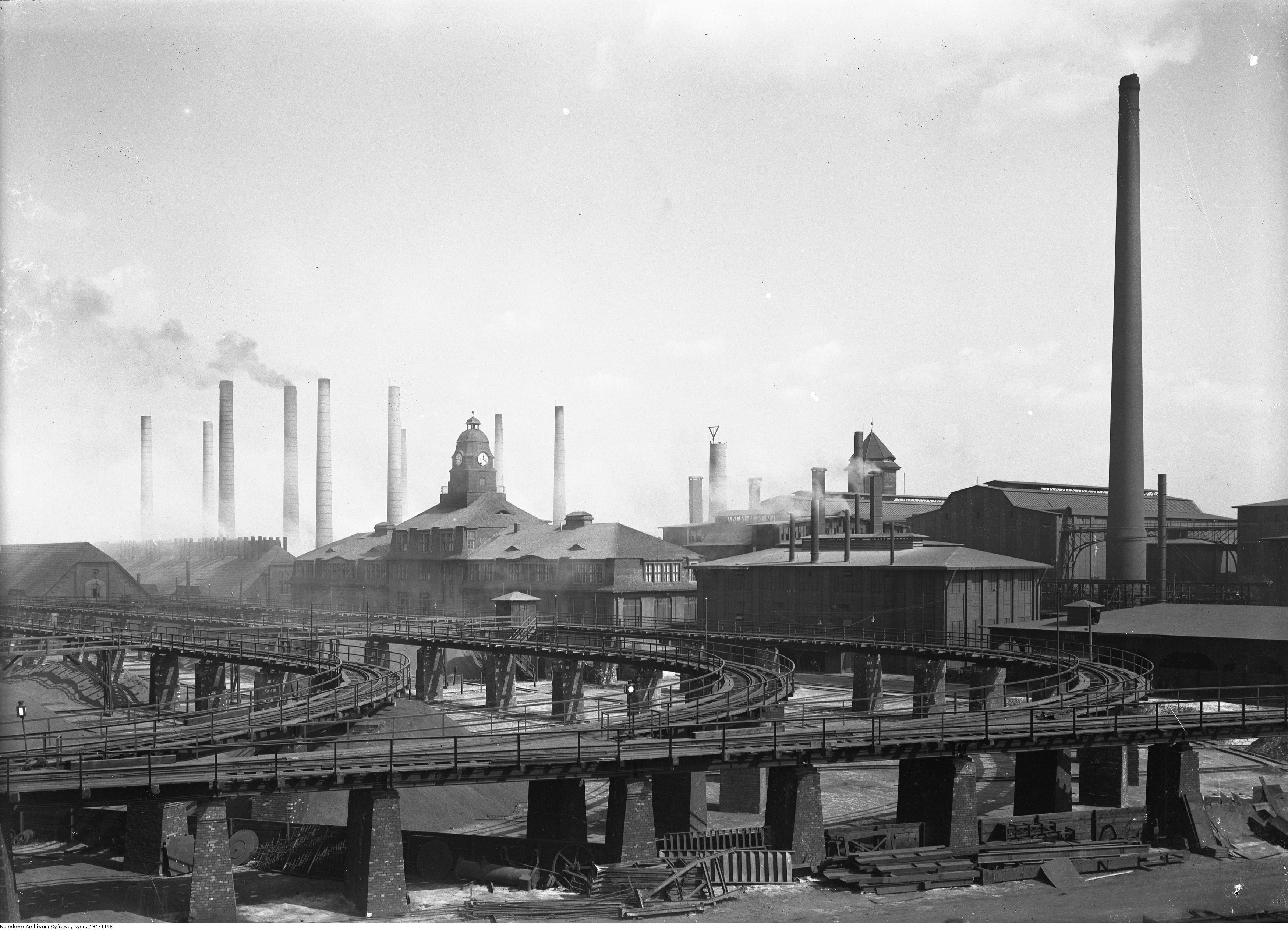
Huta cynku Uthemann w latach międzywojennych

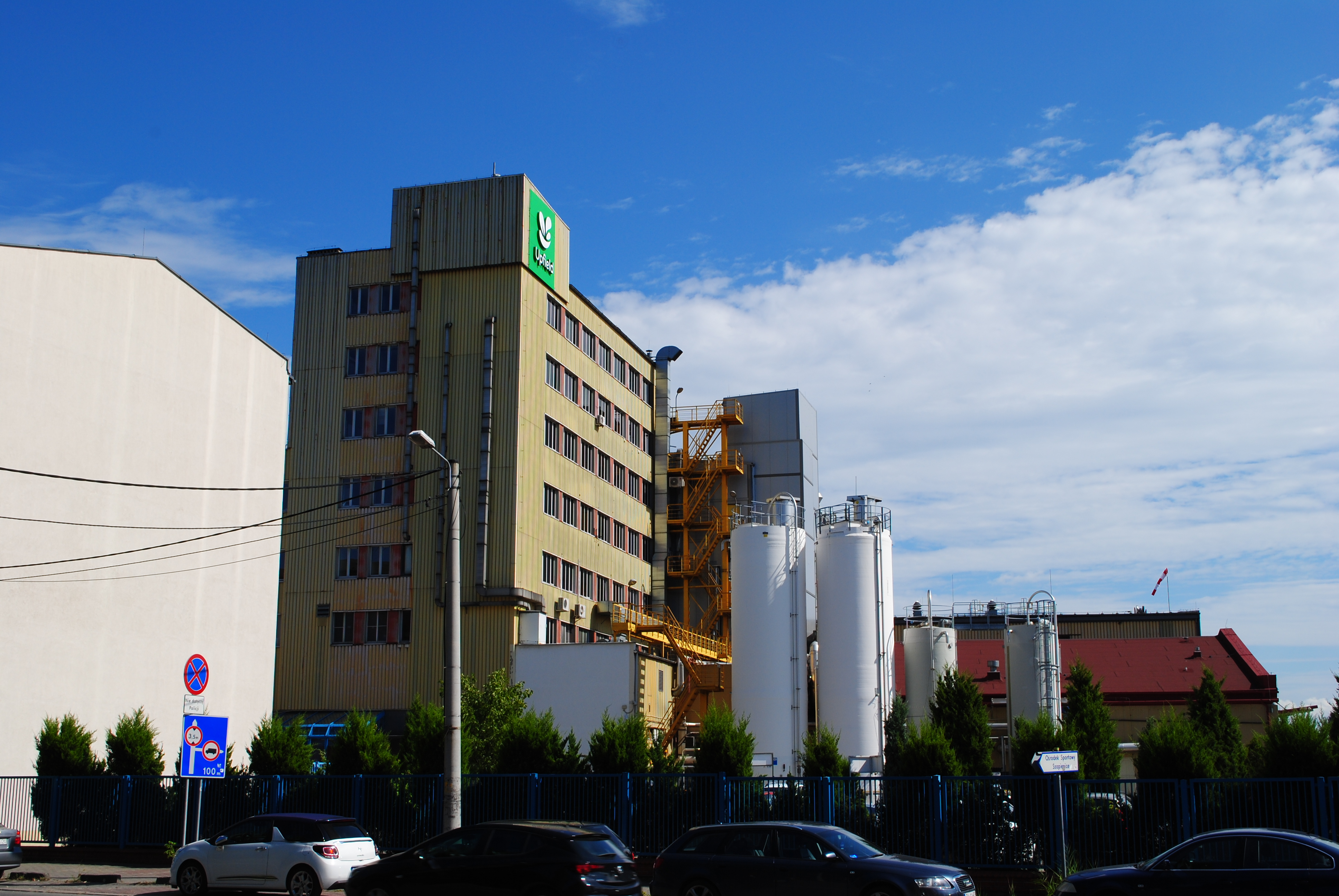
Zakład produkcyjny Unilever Polska przy ul. Kołodziejskiej

Obszar dzielnicy Szopienice-Burowiec od czasu rewolucji przemysłowej, zapoczątkowanej na tym terenie w I połowie XIX wieku, pozostaje ośrodkiem przemysłowym. W tamtym czasie rozwinęło się głównie górnictwo węgla kamiennego i hutnictwo cynku. Pierwsza huta cynku powstała w 1834 roku przez koncern Georg von Giesches Erben – była to huta Wilhelmina. W późniejszym czasie powstaje jeszcze kilka innych zakładów. W 1912 roku zostaje uruchomiona nowoczesna huta cynku Uthemann. Po 1945 roku zakłady upaństwowiono, a w po restrukturyzacji zakładu, 27 lipca 1972 roku przedsiębiorstwo hutnicze przyjęło nazwę Huta Metali Nieżelaznych Szopienice. W latach powojennych funkcjonowały również inne zakłady, w tym powstałe na bazie zakładów tłuszczowych Alboril Śląskie Zakłady Przemysłu Tłuszczowego (obecnie Unilever).
Po 1989 roku następuje restrukturyzacja gospodarki Szopienic-Burowca. Huta Metali Nieżelaznych Szopienice od 26 września 2008 roku pozostaje w stanie likwidacji. Powstały również nowe zakłady przemysłowe, a także rozwinął się sektor usług. Do największych przedsiębiorstw w Szopienicach-Burowcu należą:
- BATERPOL. Zakład Ołowiu (ul. Obrońców Westerplatte 108) – zakład utylizacji akumulatorów i producent ołowiu rafinowanego oraz stopów ołowiu[111],
- ELBUD (ul. H. Bednorza 19) – zakład budownictwa elektroenergetycznego wysokich i najwyższych napięć[112],
- Odlewnia Metali Szopienice (ul. K. Woźniaka 24) – wydzielona w 2001 roku ze spółki Huta Metali Nieżelaznych Szopienice – produkcja półproduktów z miedzi i jej stopów, odlewnictwo żeliwa, staliwa, ołowiu, cynku i cyny oraz stopów metali (np. cynkowo-aluminiowych)[113],
- Rockwell Automation Polska (ul. Roździeńskiego 49)[114] – firma z branży automatyki przemysłowej i rozwiązań informatycznych[115],
- Unilever Polska – zakład produkcyjny (ul. Kołodziejska 2)[116] – jeden z czterech zakładów firmy w Polsce; zakład w Szopienicach-Burowcu zajmuje się m.in. konfekcjonowaniem herbaty[117].

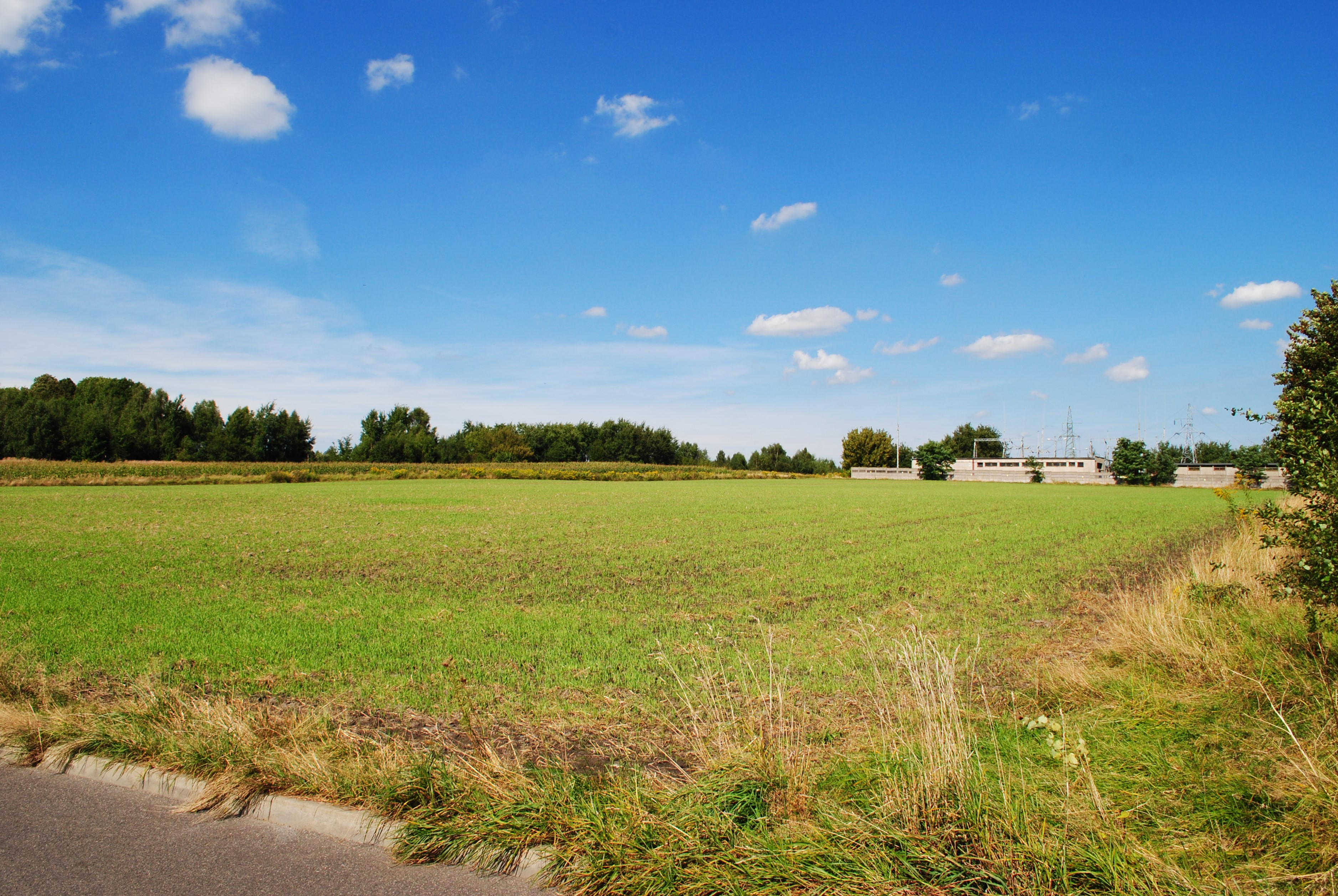
Pole uprawne przy ul. Brynicy

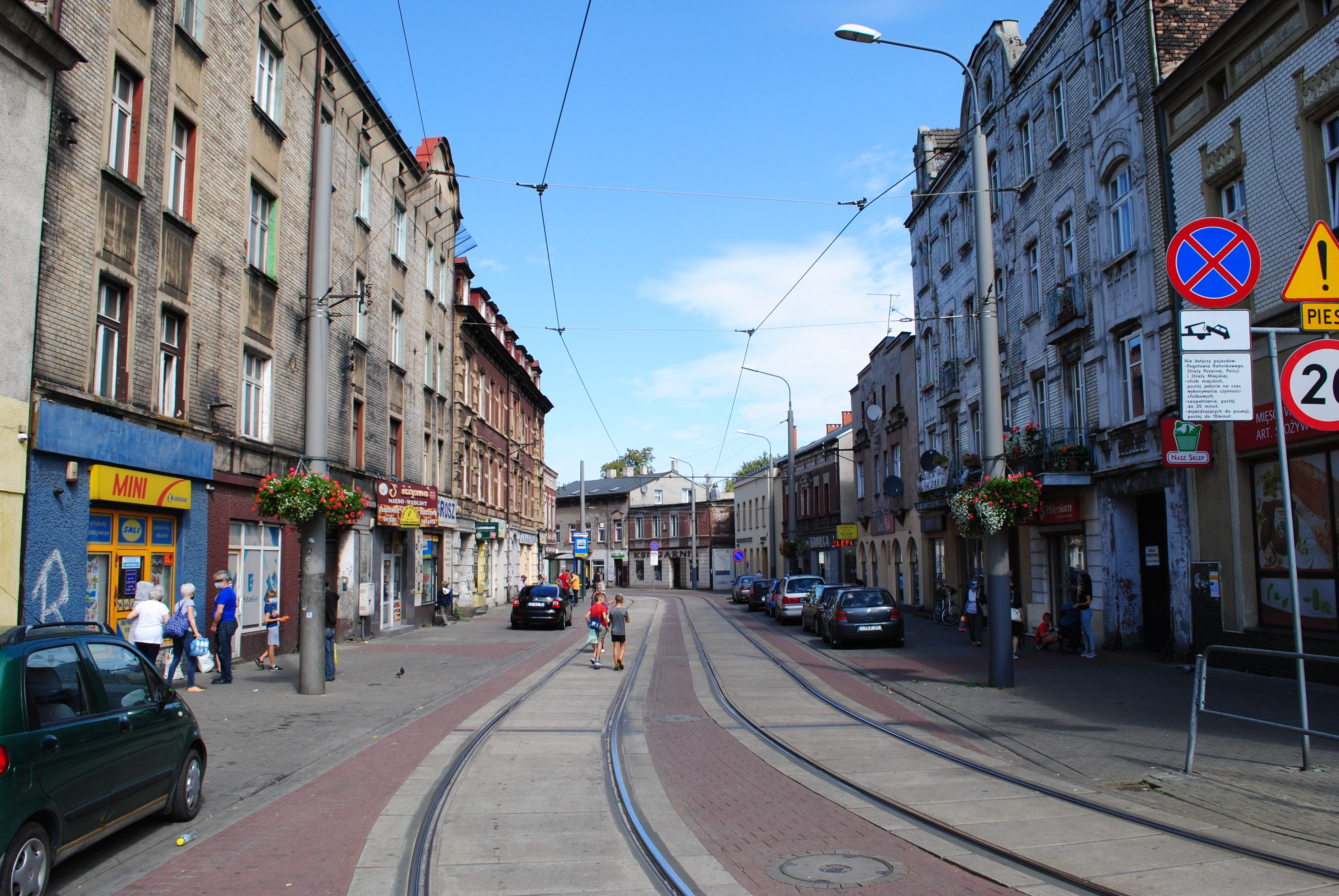
Ul. Obrońców Westerplatte w centrum Szopienic-Burowca – jeden z dwóch lokalnych ośrodków handlowo-usługowych w dzielnicy

Dzielnica posiada jeden z największych w Katowicach udziałów terenów produkcyjno-usługowych w ogólnej powierzchni dzielnicy, który wynosił w 2007 roku 14,02% (wówczas 116,7 ha). Kontynuowana jest działalność rolna – według użytkowania faktycznego terenów powierzchnia upraw rolnych w 2007 roku wynosiła 29,26 ha (3,52% terenów dzielnicy; trzeci pod względem wielkości udział w Katowicach – po Zarzeczu i Podlesiu). Pod względem ewidencji terenów grunty orne zajmowały wówczas obszar 103,6 ha. Działalność rolna odbywa się głównie pomiędzy Roździeniem a Borkami (w rejonie ul. J. Korczaka i Brynicy), a także na północ od Borek.
Według stanu z 31 grudnia 2013 roku, w dzielnicy było zarejestrowanych 1738 podmiotów gospodarczych w systemie REGON, co stanowiło 3,8% wszystkich podmiotów w Katowicach, z czego mikroprzedsiębiorstw było 1556 (102 przedsiębiorstwa na 1000 mieszkańców dzielnicy). W 2013 roku w Szopienicach-Burowcu było zarejestrowanych 909 osób bezrobotnych – pod względem udziału bezrobotnych w dzielnicy do liczby mieszkańców Szopienice-Burowiec miał wówczas najwyższy wynik na 22 dzielnice.
Duże znaczenie ma w Szopienicach-Burowcu działalność handlowa, w tym wielkopowierzchniowa, zlokalizowana przy głównych drogach. Spośród nich, znajdują się na jej terenie następujące sklepy:
- Castorama (al. W. Roździeńskiego 198) – market budowlany, powstały w Szopienicach-Burowcu jako jeden z pierwszych spośród dziesięciu w Polsce[122],
- Centrum Handlowe Dąbrówka (al. W. Roździeńskiego 200) – jedno z pierwszych tego typu obiektów powstałych w regionie; mieści się w nim pierwszy w Katowicach hipermarket Carrefour, a także inne punkty handlowo-usługowe oraz placówki gastronomiczne[123]; łącznie znajduje się tu około 30 punktów[124],
- Selgros Cash & Carry Katowice (ul. Lwowska 32) – jedno z centrów Selgros Cash&Carry, ogólnopolskiej sieci hal handlu hurtowego[125].

W Szopienicach-Burowcu wykształciły się dwa lokalne ośrodki usługowo-handlowe, które koncentrują w sobie usługi podstawowe, w tym: placówki handlowe (głównie sklepy spożywcze), finansowe (m.in. placówki bankowe), placówkę pocztową czy obiekty ochrony zdrowia bądź oświaty. Jeden z nich jest na pogranicza Roździenia i Burowca w ciągu ulic Hallera i Obrońców Westerplatte (do ul. J. Korczaka), a także w rejonie ulic: Wandy i Siewnej. Drugi jest po drugiej stronie Roździenia, na pograniczu z Szopienicami – pl. Powstańców Śląskich i ulica: Obrońców Westerplatte i Bednorza (do skrzyżowania), Wiosny Ludów (do ul. Ratuszowej) oraz Lwowska (do wiaduktu kolejowego). W Szopienicach-Burowcu, wg stanu z października 2020 roku, znajdują się dwa sklepy dyskontowe: Biedronka (ul. H. Bednorza 2a) oraz Lidl (ul. Lwowska 21).

## Infrastruktura techniczna

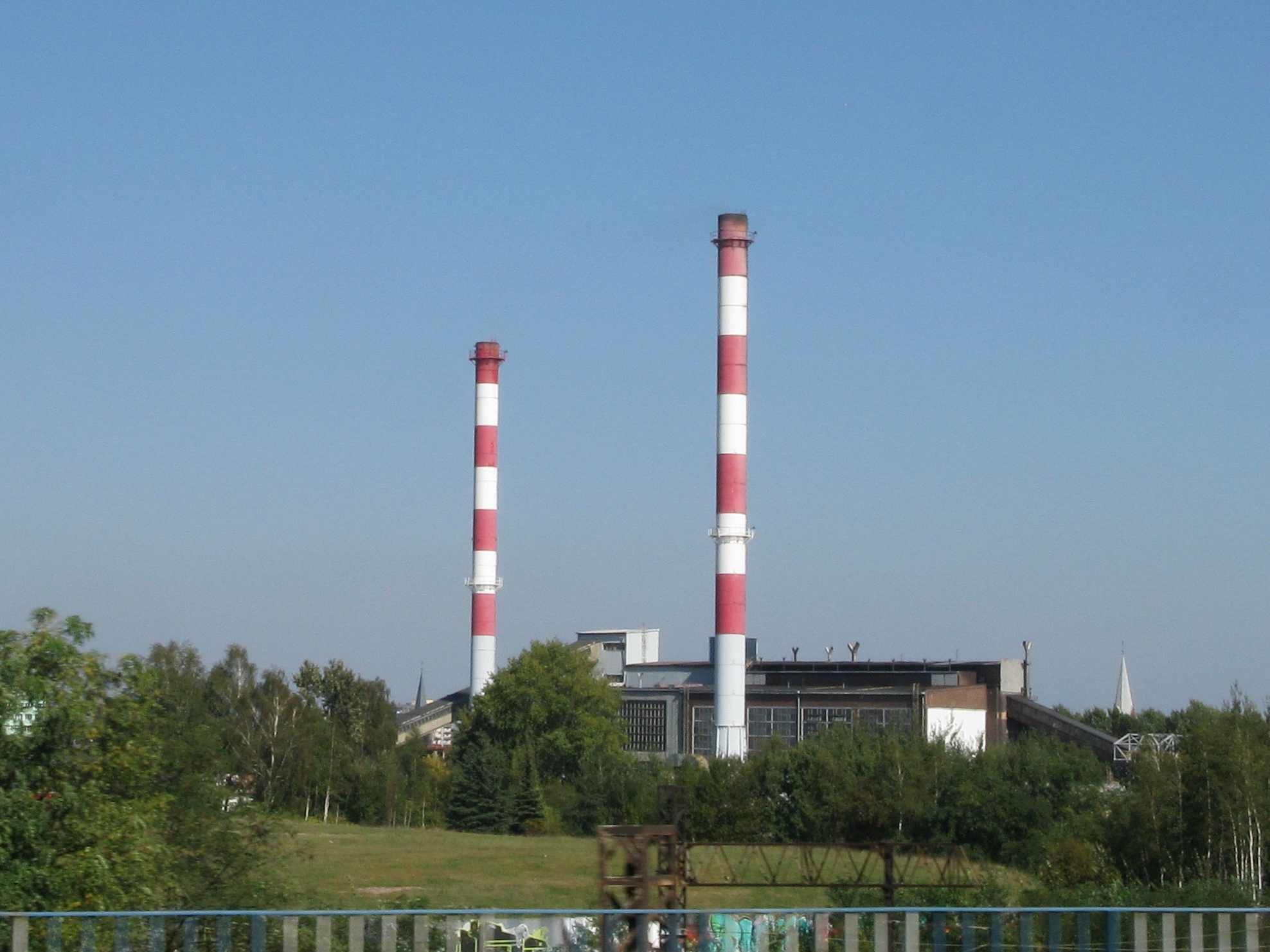
Dalkia Polska Energia – Zakład Produkcyjny Szopienice (dawniej Elektrociepłownia Szopienice)

Zaopatrzenie w energię elektryczną Szopienic-Burowca odbywa się przy użyciu sieci wysokich napięć 110 kV, która jest powiązana z pobliskimi elektrowniami. Energia jest przekazywana poprzez stacje elektroenergetyczne. Na terenie dzielnicy znajdują się dwie takie stacje: Szopienice (przy ul. Brynicy) oraz Szopienice Wschód (na terenach likwidowanej Huty Metali Nieżelaznych Szopienice). Zachodnią częścią Szopienic-Burowca (przez Oczyszczalnie Ścieków Gigablok i dalej na północ wzdłuż ul. Miedzianej) ciągnie się sieć najwyższego napięcia 220 kV Łagisza – Byczyna / Halemba; Kopanina – Katowice. Średnie zużycie energii elektrycznej na mieszkańca w Katowicach w 2006 roku wynosiło 865,7 kWh.
Część zabudowy Szopienic-Burowca podłączona jest do sieci ciepłowniczej. Jest ona rozprowadzana przez spółkę Dalkia Polska Energia. W dzielnicy znajduje się jeden z oddziałów – Zakład Produkcyjny Szopienice, położony przy ul. 11 Listopada 19 (dawniej Elektrociepłownia Szopienice). We wrześniu 2009 roku moc cieplna elektrociepłowni wynosiła 76,5 MW, natomiast moc elektryczna 3,0 MW.
Woda do mieszkańców Szopienic-Burowca doprowadzana jest głównie z ujęć powierzchniowych na Wiśle (zbiornik Goczałkowice) i Sole (kaskada Tresna – Porąbka – Czaniec). Woda jest transportowana rurociągami przesyłowymi będącymi pod zarządem Górnośląskiego Przedsiębiorstwa Wodociągów. Sieć magistralna w Szopienicach-Burowcu biegnie wzdłuż granicy z Sosnowcem oraz częściowo równolegle do ul. Bagiennej w kierunku Mysłowic. Woda dostarczana do Katowic jest rozprowadzana przez spółkę Katowickie Wodociągi. W Szopienicach-Burowcu znajduje się ich siedziba – przy ul. Obrońców Westerplatte 89. Szopienice-Burowiec przynależy do Oddziału Eksploatacji Sieci Wodociągowej-Centrum położonego przy ul. Milowickiej 9a.

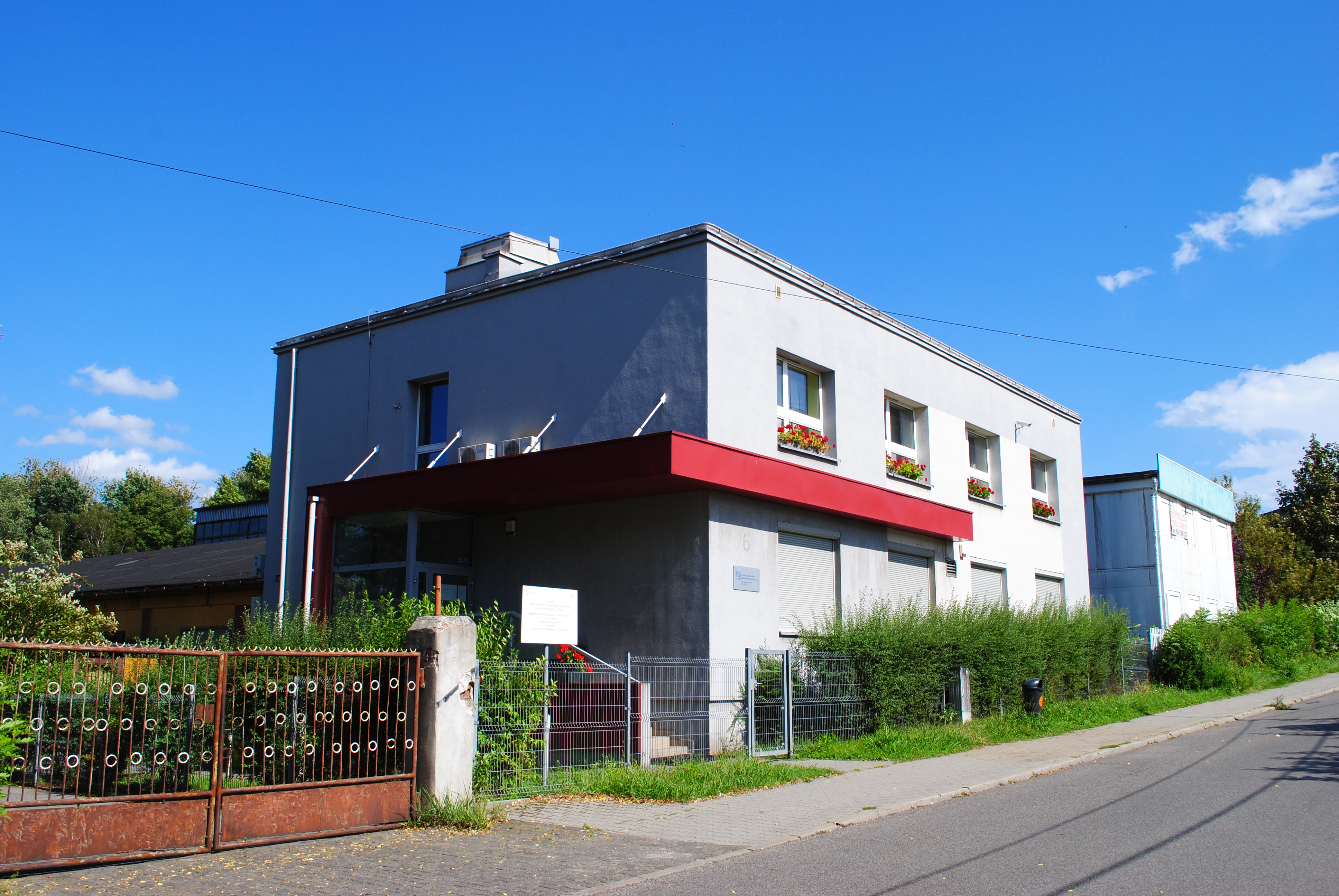
Siedziba Katowickiej Infrastruktury Wodociągowo-Kanalizacyjnej przy ul. Wandy

Sieć kanalizacyjna jest również zarządzana przez Katowickie Wodociągi. Na terenie dzielnicy zlokalizowana jest Oczyszczalnia Ścieków Giglablok, której właścicielem jest spółka Katowicka Infrastruktura Wodociągowo-Kanalizacyjna, natomiast Katowickie Wodociągi prowadzi jej eksploatację. Powstała ona w miejscu starej oczyszczalni i uruchamiano ją od 2006 roku. Mimo lokalizacji tej oczyszczalni w dzielnicy, ścieki z Szopienic-Burowca trafiają głównie do małych oczyszczalni mechanicznych Dąbrówka (ul. Kuśnierska) i Szopienice (ul. Zamenhofa) położonych w zlewni Oczyszczalni Ścieków Dąbrówka Mała-Centrum. W Szopienicach-Burowcu dominuje układ kanalizacji ogólnospławnej, do której spływają ścieki ze starszej zabudowy. Sieć kanalizacyjna w Burowcu i osiedla Rybki jest rozdzielona na sieć kanalizacyjną sanitarną i deszczową. Są one zbierane do zbiorczego kanału i pod al. W. Roździeńskiego nieczystości są transportowane do Oczyszczalni Dąbrówka Mała-Centrum.
W Roździeniu zlokalizowana jest siedziba spółki Katowicka Infrastruktura Wodociągowo-Kanalizacyjna, która zarządza majątkiem wodno-ściekowym oraz prowadzi modernizację i rozwój sieci, w tym przy udziale funduszy europejskich. Zlokalizowana ona jest przy ul. Wandy 6.
W Szopienicach, przy ul. J. Kantorówny 2a znajduje się Miejski Zarząd Ulic i Mostów, który nadzoruje infrastrukturę drogową w Katowicach, w tym drogi, obiekty mostowe, przejścia podziemne oraz kładki dla pieszych.

## Transport

### Transport drogowy

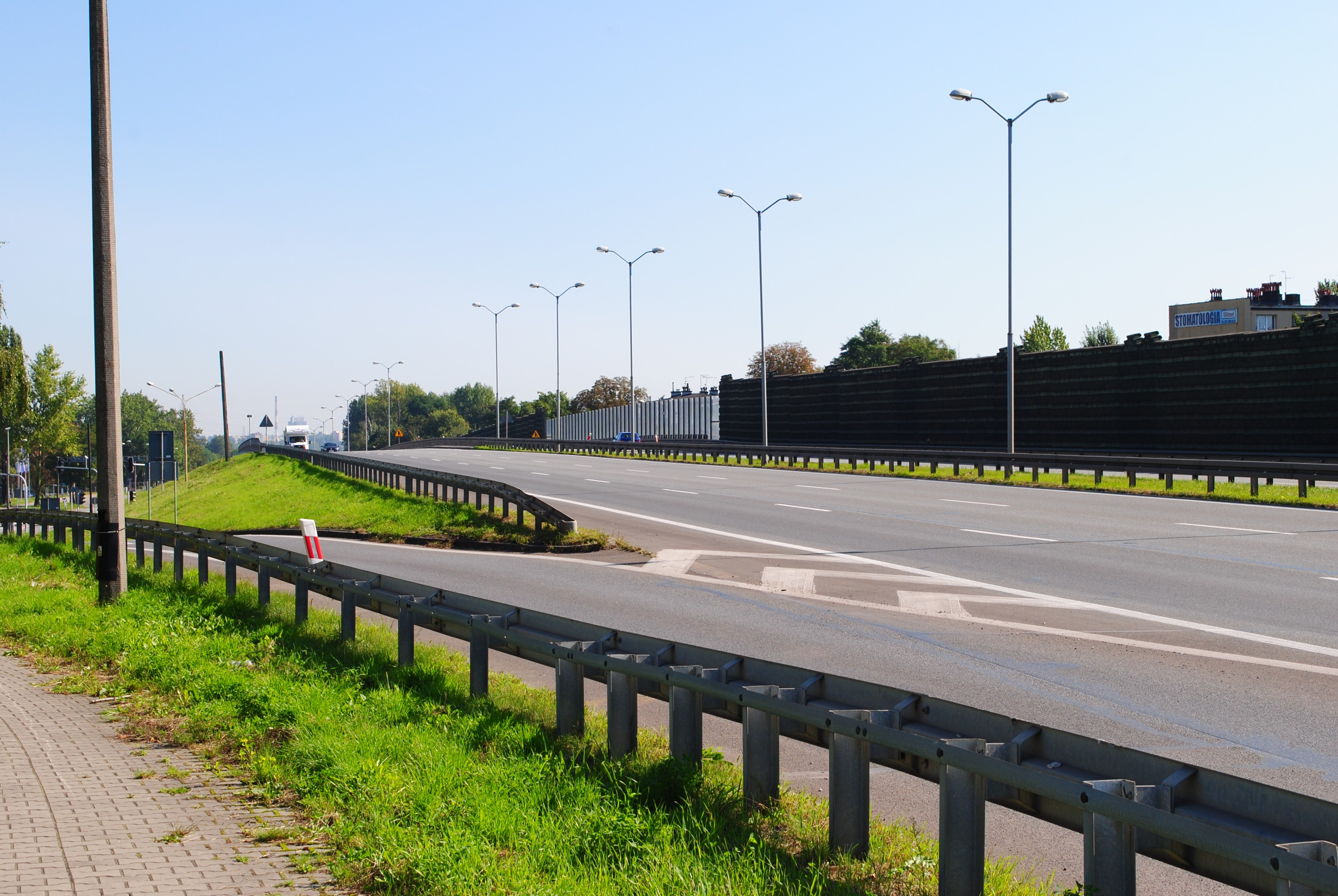
Al. W. Roździeńskiego (S86) na wysokości Burowca (widok w kierunku Sosnowca)

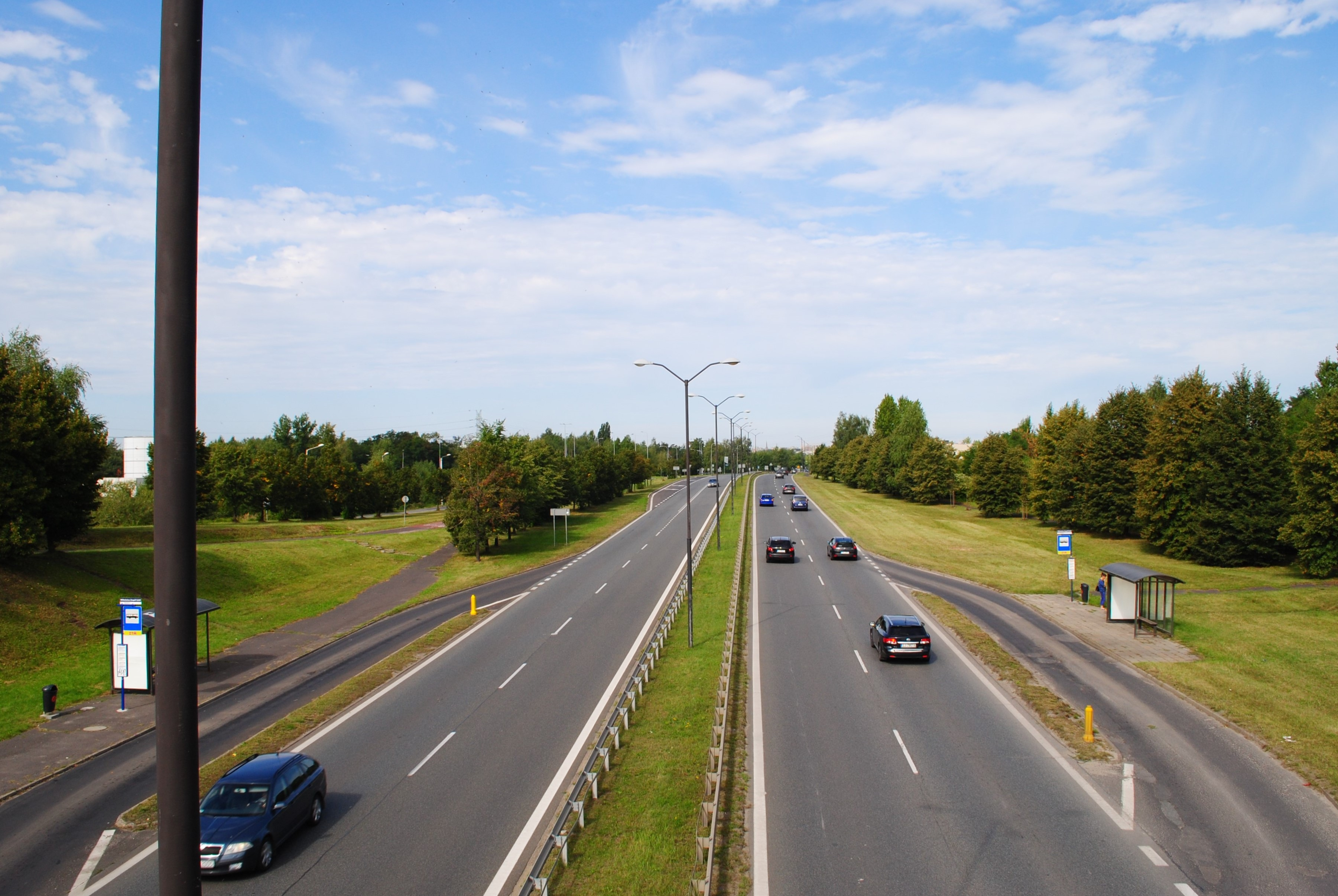
Ul. Bagienna (DK79) na wysokości ul. Szopienickiej (widok w kierunku centrum Katowic)

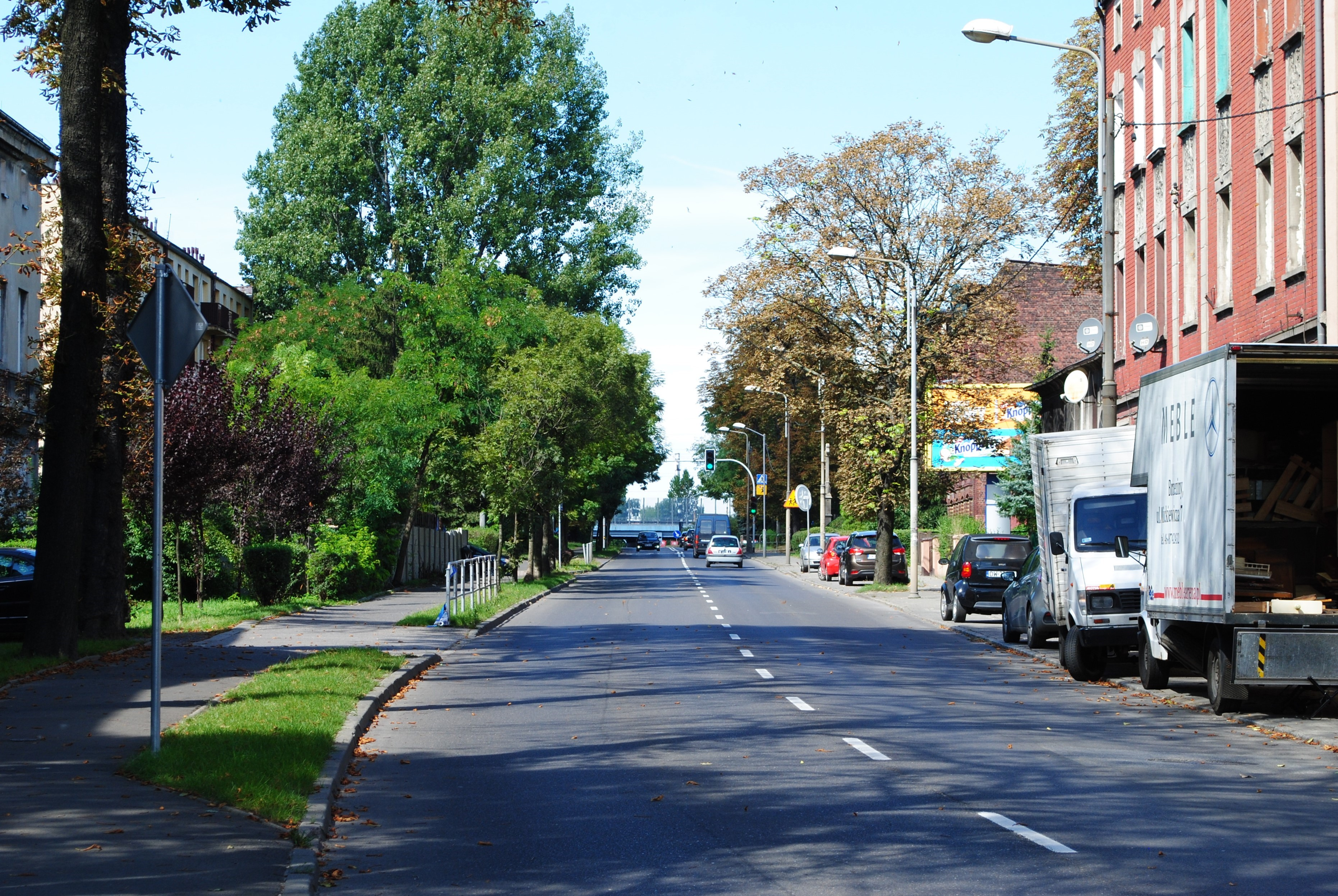
Ul. J. Hallera w Burowcu (widok w kierunku Dąbrówki Małej)

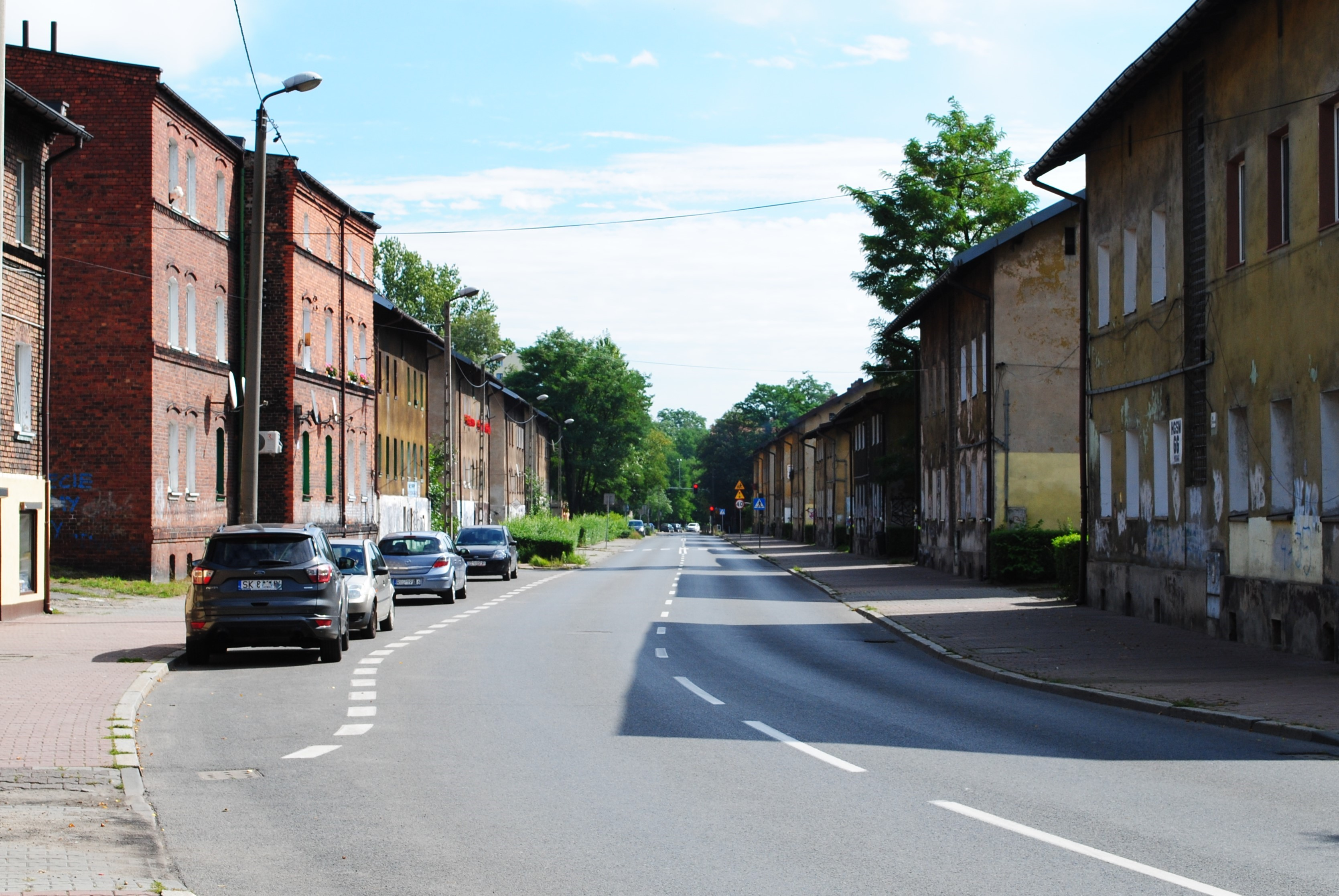
Ul. Morawa w Szopienicach

Układ drogowy w Szopienicach-Burowcu jest niejednorodny. Od północy i południa dzielnicę otaczają dwa ważne szlaki komunikacyjne o randze dróg krajowych. Są to:
- S86 (al. Walentego Roździeńskiego) – droga ekspresowa od węzła z al. Murckowską do Sosnowca; droga ta stanowi kontynuację 86 i posiada powiązanie z A4 w kierunku południowym wzdłuż ul. Murckowskiej; zapewnia ona również powiązanie Szopienic-Burowca z drogą S1 w Tychach w kierunku południowym oraz z Sosnowcem, Będzinem i portem lotniczym Katowice-Pyrzowice w kierunku północnym; posiada bezkolizyjne jezdnie o ruchu jednokierunkowym, dostępne jedynie w węzłach (w Szopienicach-Burowcu na wysokości Castoramy, z ul. J. Popiełuszki, Hallera i Pod Młynem/Borki[3]); jej funkcją wewnętrzną jest umożliwienie szybkich połączeń odległych rejonów miasta lub zespołu miast Górnośląsko-Zagłębiowskiej Metropolii[143],
- 79 (ul. Bagienna i Krakowska) – biegnie wzdłuż południowej granicy Szopienic-Burowca w kierunku wschód-zachód; ze względu na równoleżnikowy przebieg stanowi ona alternatywę dla A4; zapewnia ona połączenie dzielnicy w kierunku zachodnim z Chorzowem i Bytomiem, a w kierunku wschodnim z Mysłowicami, Jaworznem, Chrzanowem i Krakowem[143].

W wewnętrznych powiązaniach dzielnicy z resztą miasta, a także z drogami ruchu przyspieszonymi najważniejszą rolę odgrywają ulice główne (drogi klasy G), lecz ze względu na brak odpowiednich parametrów technicznych, zaliczane są do dróg zbiorczych (drogi klasy Z). Są to następujące ulice:
- Józefa Hallera – biegnie przez Burowiec; w kierunku północno-zachodnim łączy się na węźle z al. W. Roździeńskiego i dalej na północ zapewnia połączenie z Dąbrówką Mała, a w kierunku południowo-wschodnim z ul. Obrońców Westerplatte[143],
- Lwowska – droga na granicy Roździenia i Szopienic w osi północ-południe; w kierunku południowym zapewnia połączenie z droga krajową nr 79 i dalej z Janowem[6],
- Obrońców Westerplatte – droga w Roździeniu; w kierunku zachodnim łączy dzielnicę z Zawodziem; wzdłuż niej przebiega linia tramwajowa[145],
- Sosnowiecka – biegnie przez zespół przyrodniczo-krajobrazowy Szopienice-Borki; zapewnia połączenie Szopienic z Sosnowcem[143],
- Wiosny Ludów – droga w Szopienicach; biegnie w kierunku wschód-zachód przez centrum Szopienic i Drugie Szopienice; wzdłuż niej biegnie linia tramwajowa[6]; zapewnia połączenie Szopienic-Burowca z Mysłowicami[143].

Do pozostałych ważniejszych dróg przebiegających przez Szopienice-Burowiec należą ulice:
- Herberta Bednorza – droga lokalna[144] w Roździeniu; pierwotnie omijała ona zabudowę Roździenia od południa jako część szlaku Szopienice – Katowice[146]; biegnie od pl. Powstańców Śląskich za wschodzie do skrzyżowania z ul. Obrońców Westerplatte w północnym zachodzie[6]; znajduje się przy niej m.in. zespół zabudowy dawnego browaru i słodowni braci Mokrskich, ewangelicki kościół Zbawiciela i willa Jacobsena[147],
- Janusza Korczaka – droga lokalna[144] w Roździeniu; w kierunku północnym łączy się z Borkami[6]; znajduje się przy niej zabytkowa zabudowa dawnego szpitala hutniczego,
- Józefy Kantorówny – droga lokalna[144] w Szopienicach; biegnie w osi północ-południe i jest wewnątrzdzielnicową, która łączy ul. Wiosny Ludów i Morawa,
- Morawa – droga lokalna[144] w Roździeniu i Szopienicach; okala ona centralna część dzielnicy od strony północnej; przy niej znajdowała się kolonia Morawa; łączy ul. Obrońców Westerplatte na zachodzie z ul. Sosnowiecką na wschodzie i dalej z Sosnowcem[6],
- Wandy – droga lokalna[144] w Burowcu i Roździeniu; droga wewnątrzdzielnicowa, biegnąca w osi wschód-zachód, która łączy ul. J. Hallera z ul. J. Korczaka[6].

Pozostałe ulice Dąbrówki Małej to drogi lokalne i dojazdowe, które tworzą powiązania między poszczególnymi jednostkami strukturalnymi w dzielnicy, a także stanowią wewnętrzną obsługę osiedli i innych obiektów. Centralnym miejscem, w którym krzyżują się najważniejsze wewnętrzne drogi dzielnicy (Obrońców Westerplatte, Wiosny Ludów, Lwowska i Bednorza), jest plac Powstańców Śląskich. Ponadto stanowi on lokalny ośrodek usługowo-handlowy Szopienic i Roździenia.
W ocenie powiązań wewnętrznych z poszczególnymi makroregionami Katowic, Szopienice-Burowiec wraz z Nikiszowcem charakteryzują się dobrą jakością powiązań z sąsiednimi dzielnicami i centrum Katowic, które zapewniają ul. Bagienna i al. W. Roździeńskiego, lecz najgorsze ma z Ligotą i Brynowem. Ponadto, z Szopienic brak jest drogi alternatywnej do ciągu ulic Bagienna – al. W. Roździeńskiego.
Aleja Roździeńskiego jest jedną z dróg o największym natężeniu ruchu samochodowego w Katowicach. Według badań przeprowadzonych we wrześniu 2007 roku, w popołudniowych godzinach szczytu przy wlocie do Katowic tę drogę przemierzało 6114 pojazdów (w tym 84,9% osobowych i 8,1% dostawczych), natomiast na pozostałych ulicach wlotowych średni ruch pojazdów do Szopienic-Burowca z sąsiednich miast wynosił wzdłuż ulic: Sosnowieckiej 771, Wiosny Ludów 322 a Krakowskiej 1740 pojazdów. Ciąg ulic Obrońców Westerplatte – Wiosny Ludów (od przejazdu kolejowego) w 2007 roku był wskazany jako jeden z ciągów dróg, w której wyczerpywała się przepustowość.

### Infrastruktura kolejowa

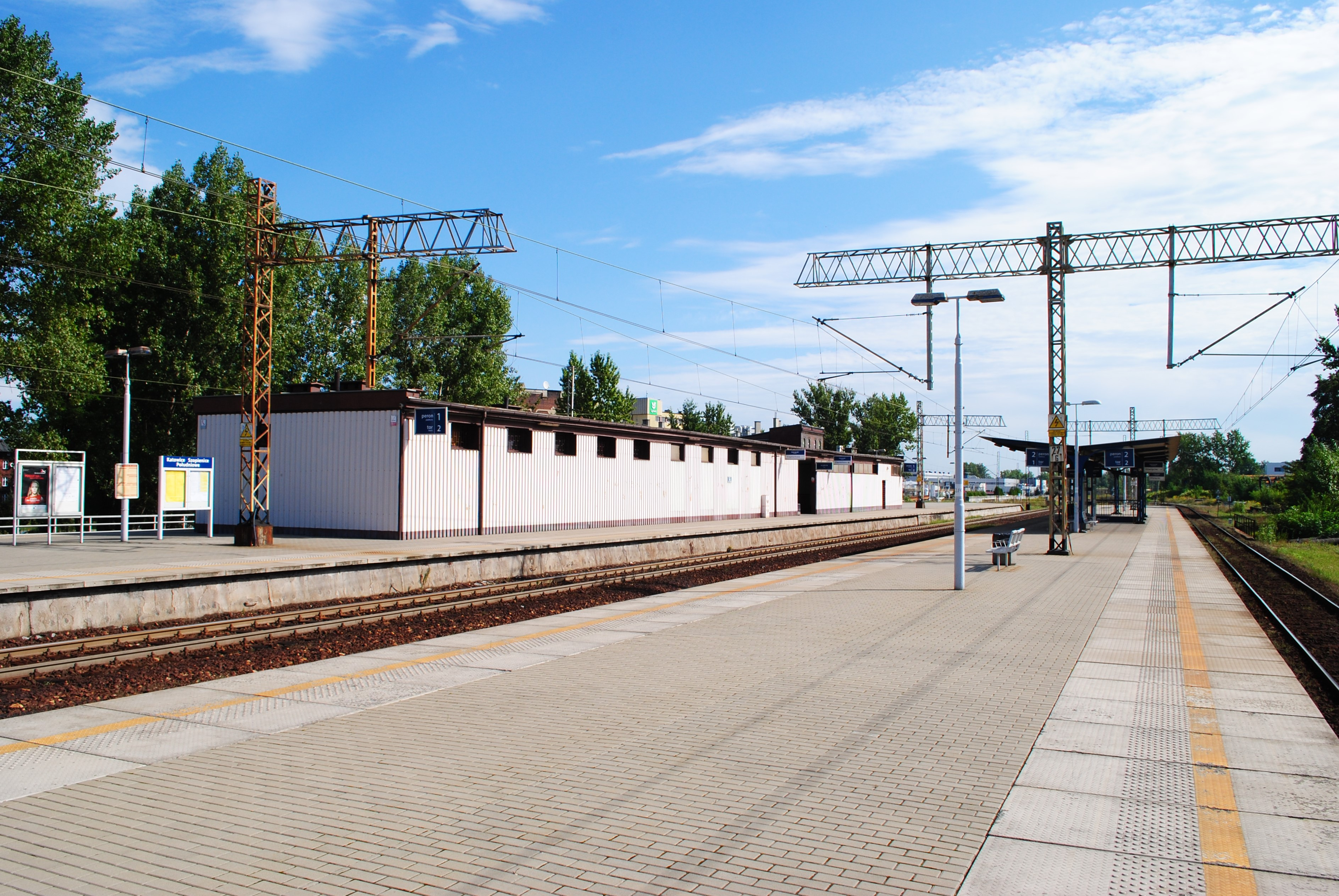
Przystanek osobowy Katowice Szopienice Południowe

Pierwszą linę kolejową do Roździenia i Szopienic oddano do użytku 3 października 1846 roku (obecnie fragment 138) w ramach budowy linii kolejowej łączącej Wrocław Mysłowicami przez spółkę Kolej Górnośląska. Ta sama spółka wybudowała łącznik do Sosnowca, uruchomiony dla regularnego ruchu pociągów 24 sierpnia 1859 roku (obecnie fragment 1). Znajdowała się tu otwarta w 1870 roku stacja Szopienice Południowe (obecnie przystanek osobowy Katowice Szopienice Południowe). Szopienice zyskało jeszcze jedno połączenie w ramach oddzielnej linii, wybudowanej przez Kolej Prawego Brzegu Odry. Łączyła ona Tarnowskie Góry z Pszczyną. Oddano ją do użytku 15 listopada 1868 roku, a na obszarze dzisiejszych Szopienic-Burowca wybudowano na niej osobną stację (obecnie Katowice Szopienice Północne).
Obecnie dla ruchu pasażerskiego wykorzystywany jest przystanek osobowy Katowice Szopienice Południowe. Według stanu ze stycznia 2021 roku kursują tu pociągi Kolei Śląskich w kierunku Częstochowy, Gliwic, Kluczborka, Oświęcimia, Tychów i Krakowa. Polregio również organizuje połączenia w kierunku Krakowa oraz do Kielc, Sędziszowa, Buska-Zdroju i Rzeszowa.
Do Szopienic kursowały również koleje wąskotorowe, prowadzące ruch towarowy oraz pasażerski. W 1906 roku koncern Georg von Giesches Erben otrzymał koncesję na uruchomienie prywatnej kolei wąskotorowej, natomiast od dnia 6 stycznia 1914 roku Dyrekcja Okręgowa Kolei wydała zezwolenie na uruchomienie ruchu osobowego. Nowo powstała linia łączyła Giszowiec z szybem Albert (Wojciech) w Szopienicach. Pierwszy zaś przejazd pociągu pasażerskiego prawdopodobnie nastąpił w 1916 roku. Kolejkę tę nazywano potocznie Balkanem, a przejazd nią był bezpłatny. W tamtym czasie Balkan kursował 28 razy w dni robocze i 21 w dni wolne od pracy. Po II wojnie światowej kolejkę tę zelektryfikowano. Ostatni kurs kolejki nastąpił 31 grudnia 1977 roku.

### Miejski transport zbiorowy

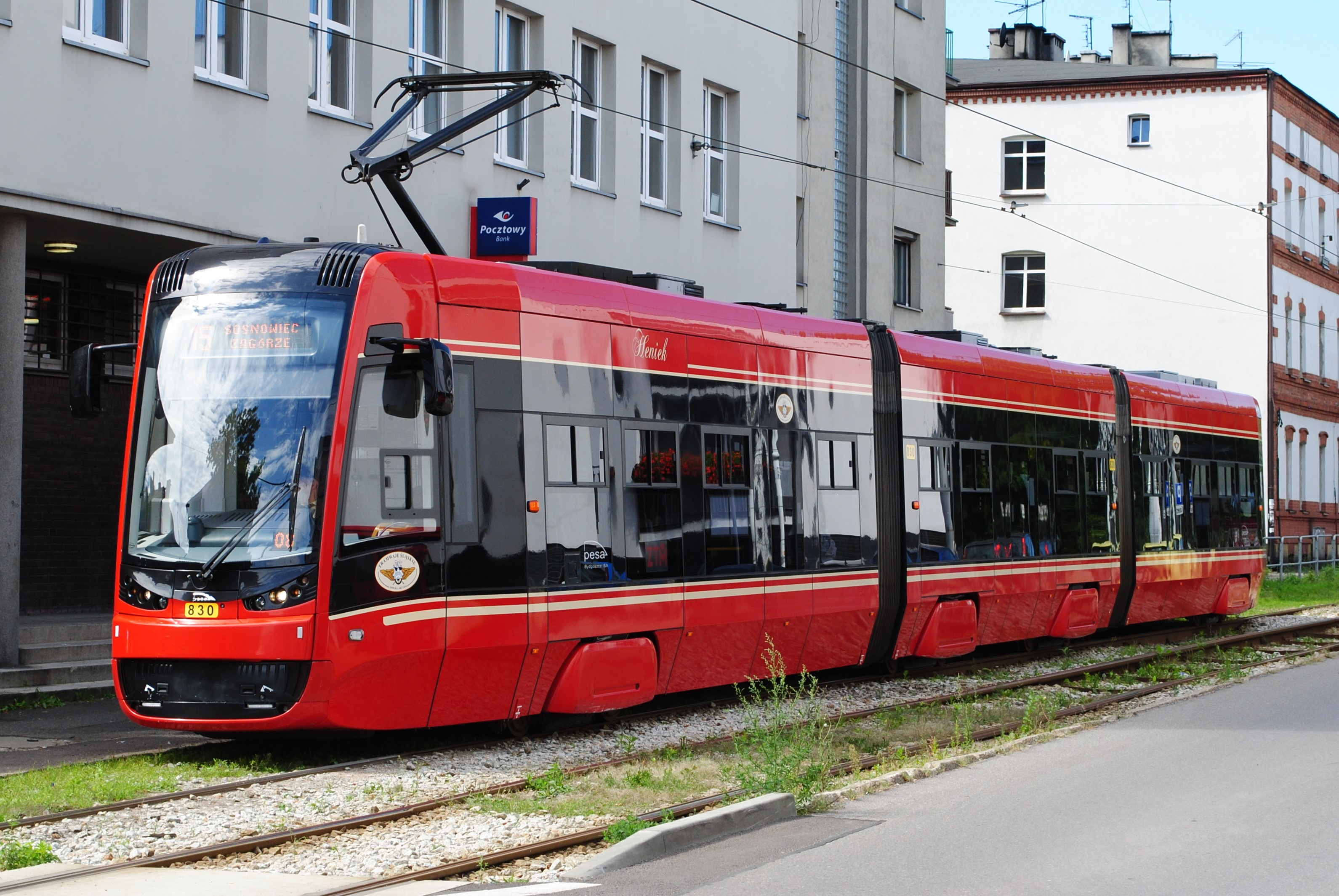
Tramwaj Pesa Twist 2012N na ul. Obrońców Westerplatte w Roździeniu

Według stanu z listopada 2020 roku, organizacją publicznego transportu zbiorowego w Szopienicach-Burowcu zajmuje się Zarząd Transportu Metropolitalnego. Kursują tu autobusy i tramwaje. W Szopienicach i Roździeniu (bez Wilhelminy) znajduje się 14 przystanków, z czego z przystanku Szopienice Kościół odjeżdża 9 linii autobusowych (w tym jedna nocna), a także 4 regularne linie tramwajowe. Autobusy zapewniają połączenia Szopienic-Burowca z większością dzielnic w Katowicach, a także z sąsiednimi miastami: Mysłowicami, Chorzowem, Siemianowicami Śląskimi i Mikołowem. Tramwaje łączą Szopienice z Brynowem, Mysłowicami, Sosnowcem, a także Chorzowem przez dzielnice Katowic: Zawodzie, Śródmieście i Załęże. Z sześciostanowiskowego przystanku Burowiec, znajdującego się przy skwerze Krzysztofiaka odjeżdżają 4 regularne linie tramwajowe, oraz 7 linii autobusowych (w tym jedna nocna).
Tramwaje w Burowcu, Roździeniu i Szopienicach kursują od 1900 roku w ramach budowy trasy z Królewskiej Huty przez Hajduki (Chorzów-Batory), Katowice, Szopienice i Mysłowice. Koncesję na wybudowanie linii uzyskała spółka Górnośląskie Tramwaje Parowe, która 31 października tego samego roku oddała linię do użytku.

## Architektura i urbanistyka

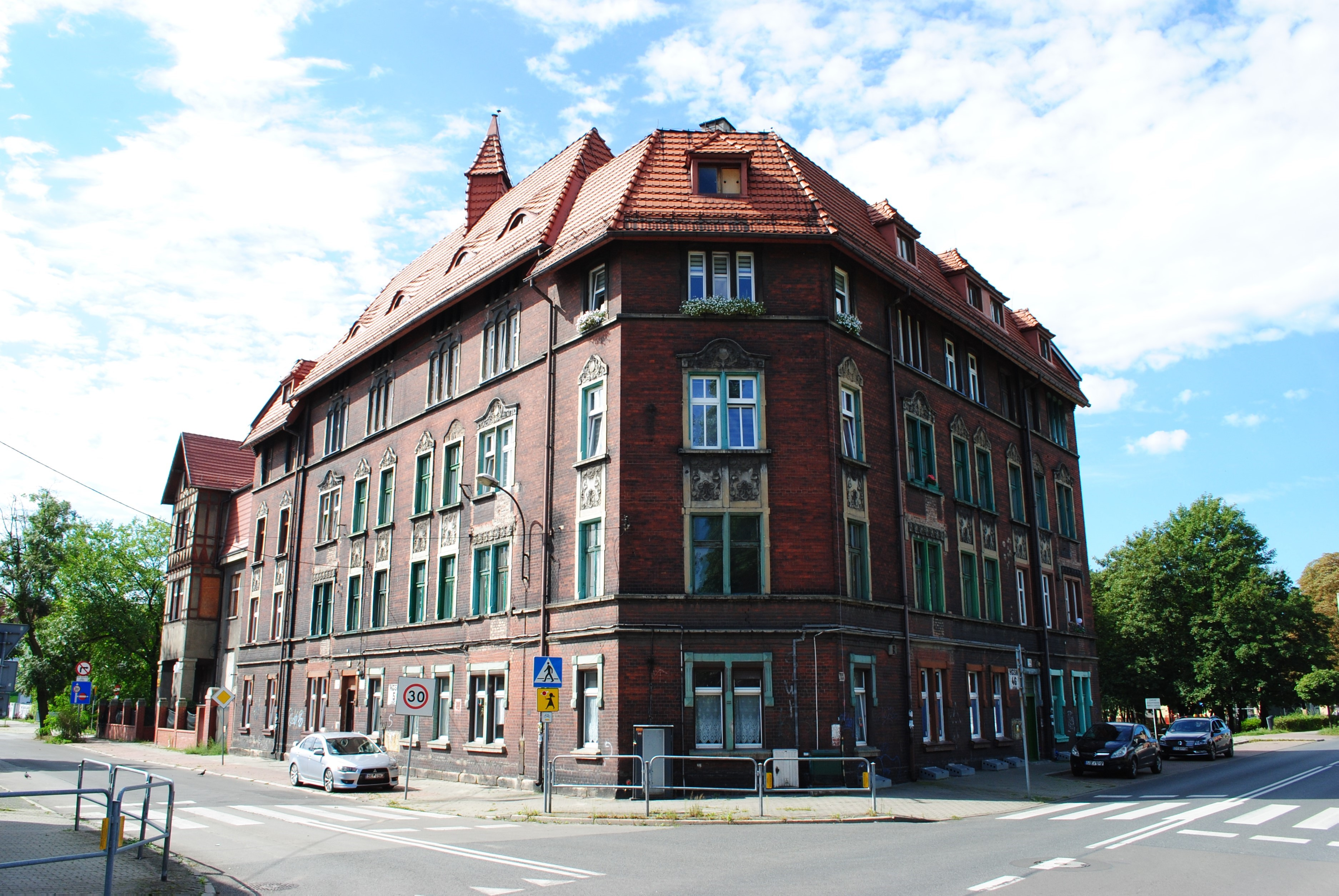
Kamienica na rogu ul. Morawa i Brynicy

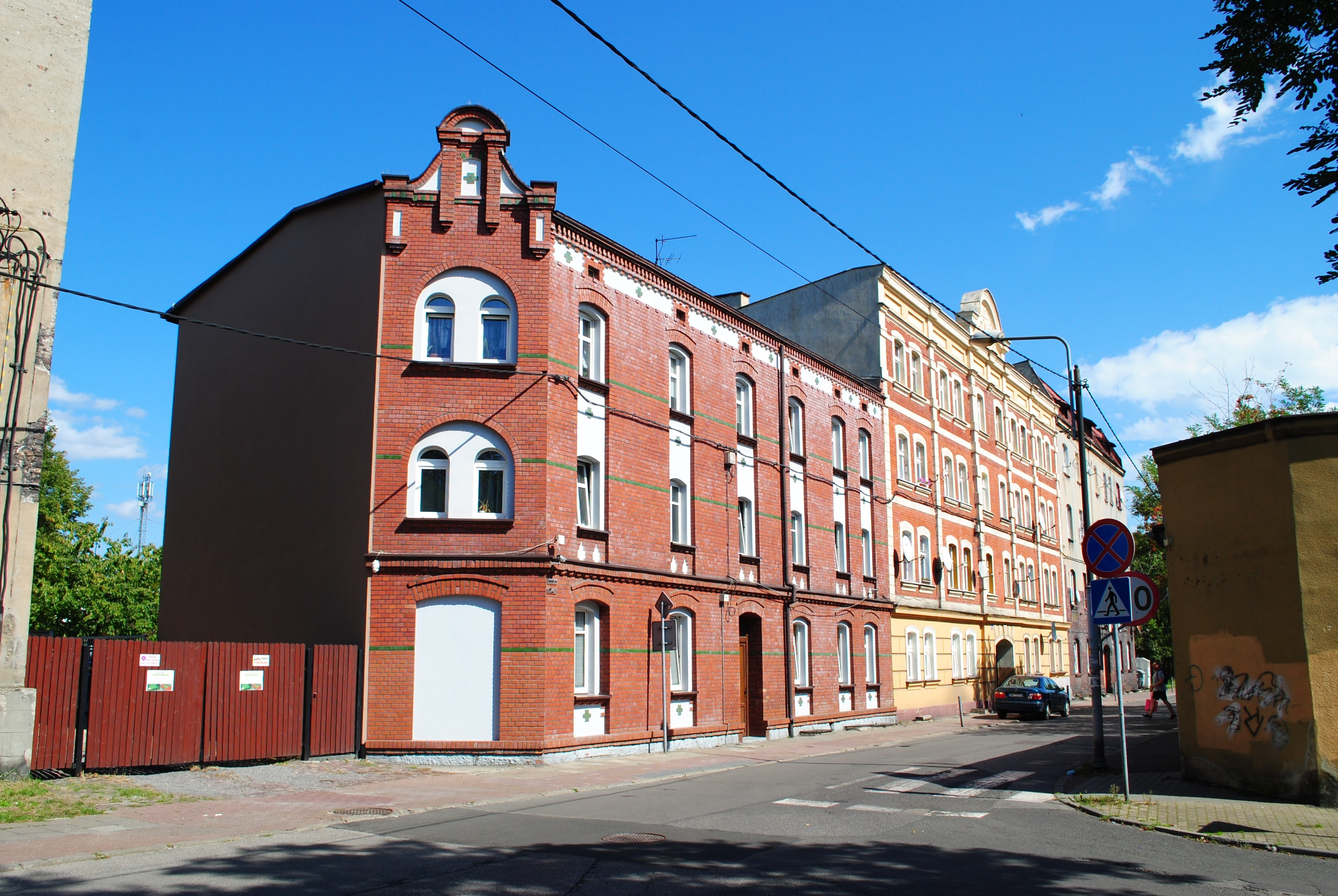
Kamienice przy ul. Wandy

### Rozwój urbanistyczny
Obszar Roździenia i Szopienic oraz rejon Burowca wzdłuż ul. J. Hallera i Wandy został zabudowany w dużej mierze w przełomie XIX i XX wieku, z czego część powstałych wówczas budynków jest wpisana do rejestru zabytków. Najstarsze, istniejące obecnie budynki w Roździeniu koncentrują się w zachodniej części ul. Morawa, Bednorza, Obrońców Westerplatte i w Borkach, natomiast w Szopienicach w rejonie pl. Powstańców Śląskich, wzdłuż ul. Wiosny Ludów (zachodni odcinek oraz w Drugich Szopienicach), Kantorówny, przy skrzyżowaniu ul. Wiosny Ludów i Przelotowej, a także we wschodniej części ul. Morawa. Do 1922 roku powstała znaczna część obecnej zabudowy. W latach międzywojennych powstawały pojedyncze obiekty, w tym wzniesiony w latach 1931–1932 roku budynek przy ul. Obrońców Westerplatte 17, gdzie mieści się Urząd Pocztowy Katowice 14, a także jest zabytkowy budynek dawnego ratusza gminy Szopienice przy ul. Wiosny Ludów, ukończony w 1928 roku.
W latach 1945–1989 nowa zabudowa Szopienic-Burowca powstawała głównie w Burowcu, w zachodniej części ul. Obrońców Westerplatte oraz w rejonie ul. Wiosny Ludów do skrzyżowania z ul. Przelotową. W tamtym okresie powstało m.in. przy ul. Morawa osiedle Franciszka Rybki (połowa lat 70. XX wieku), a w Burowcu także osiedle Przedwiośnie (lata 60. i 70. XX wieku). Po 1989 roku powstało stosunkowo niewiele nowych budynków. Wśród nich są trzy czterokondygnacyjne budynki mieszkalne przy ul. Obrońców Westerplatte w Roździeniu, oddane do użytku w listopadzie 2017 roku, w Borkach osiedle przy ul. W. Andersa powstałe do 2013 roku, a w Szopienicach hale na terenie fabryki Unilever, hala sklepu Selgros i inne pojedyncze obiekty.

### Zabytki

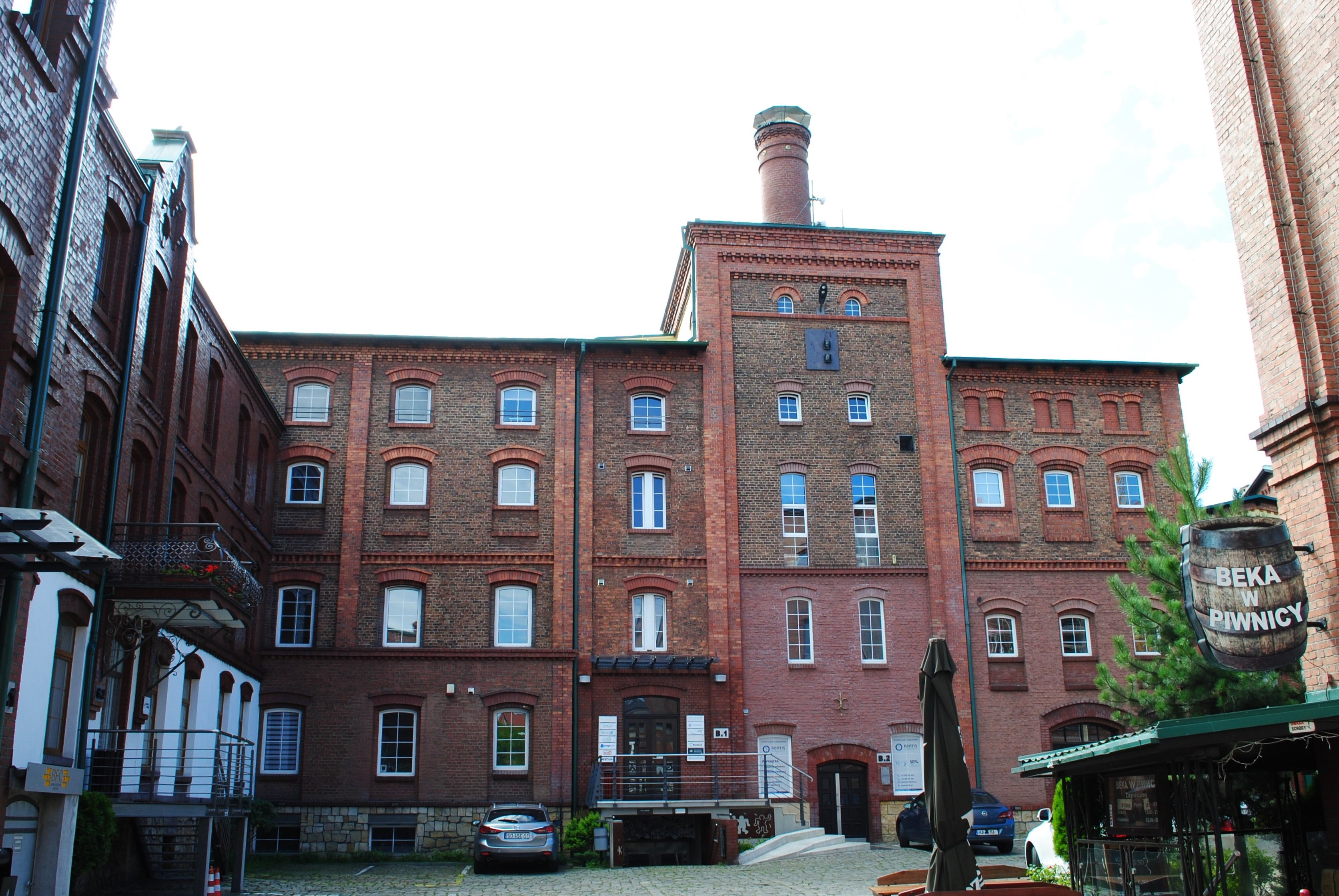
Kompleks dawnego browaru Mokrskich przy ul. Obrońców Westerplatte

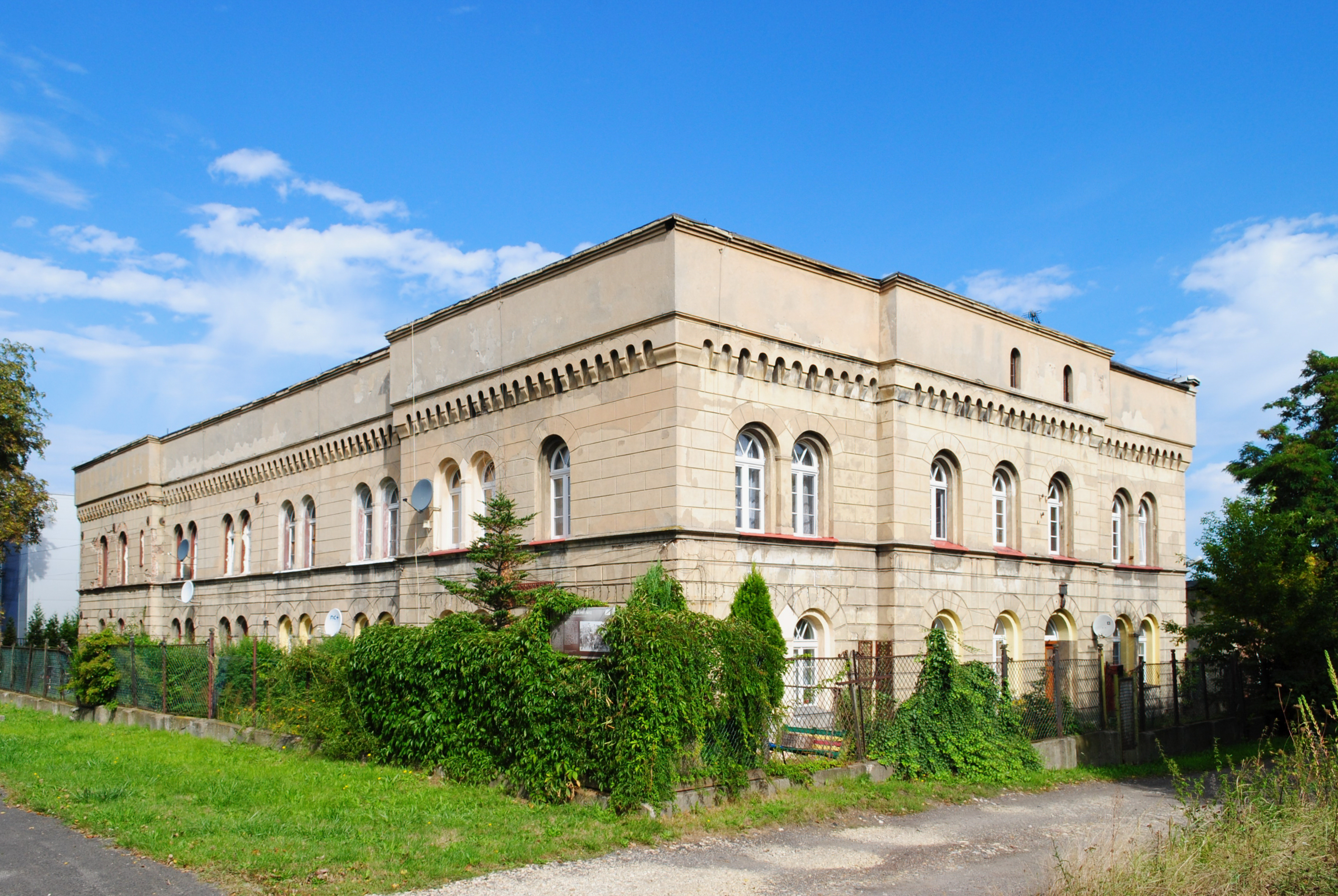
Zamek Prittwitz przy ul. Krakowskiej

W Szopienicach-Burowcu znajdują się następujące obiekty wpisane do rejestru zabytków:
- Zespół kościelny kościoła św. Jadwigi Śląskiej (pl. Powstańców Śląskich 3); został wpisany do rejestru zabytków dnia 30 grudnia 1994 roku (nr rej.: A/1557/94; obecnie A/1235/23[161]); zespół kościelny obejmuje: kościół parafialny pod wezwaniem św. Jadwigi Śląskiej z lat 1885–1887 w stylu neogotyckim; kaplicę Ogrójca z 1903 roku, wzniesioną według projektu Ludwika Schneidera w stylu neogotyckim; grupę rzeźb Adoracja Krzyża i Pietà z przełomu XIX i XX wieku[157],
- Kościół Ewangelicko-Augsburski pw. Zbawiciela (ul. H. Bednorza 20); wpisany do rejestru zabytków 30 grudnia 2002 roku (nr rej.: A/76/02); wpis do rejestru obejmuje budynek kościoła wraz z najbliższym otoczeniem w ramach działki (z wyjątkiem ogrodzenia)[157]; kościół zaprojektował architekt H. Ritschel, wzniesiono go w latach 1898–1901, w stylu neogotyckim, z cegły klinkierowej; w otoczeniu znajdują się: dawna apteka Graefe’go, dawna willa dra Stauba[162], a do 2023 istniała neogotycka plebania, wybudowana w latach 1907–1908 (zniszczona w wyniku wybuchu gazu w styczniu 2023),
- Zabytkowy budynek administracyjny (tzw. willa Jacobsena) z początku XX wieku (ul. H. Bednorza 60); wpisany do rejestru zabytków 17 czerwca 1982 roku (nr rej.: A/1042/22[163]); granice ochrony obejmują obiekt w ramach ogrodzenia[157]; kamienica jest murowana z cegły[164],
- Zespół zabudowy dawnego browaru i słodowni braci Mokrskich (ul. H. Bednorza 2a–6); wpisany do rejestru zabytków 13 listopada 1992 roku (nr rej.: A/1506/92); granice ochrony konserwatorskiej obejmują cały zespół zabudowań wraz z otoczeniem, jego układ przestrzenny, zieleń oraz ciągi komunikacyjne[157],
- Zabytkowy gmach VI Liceum Ogólnokształcącego im. Jana Długosza (ul. Lwowska 2); wpisany do rejestru zabytków 30 grudnia 1994 roku (nr rej.: 1560/94); wzniesiony ok. 1905 roku[157] według projektu Kunzego (budowniczego miejskiego z Opola), w stylu neogotyckim; podczas III powstania śląskiego był siedzibą Wojciecha Korfantego i Naczelnej Władzy Cywilnej i Wojskowej[165],
- Zespół budynków dawnego szpitala hutniczego (ul. J. Korczaka 27); wpisany do rejestru zabytków 14 lutego 2012 roku (nr rej.: A/368/12)[157]; zespół obejmuje następujące obiekty: budynek szpitala (obecnie nieużywany), portiernia, park z nagromadzonymi różnorodnymi gatunkami drzew (topola włoska, wierzby płaczące, brzozy i kasztanowce, jesiony, tuje, jałowce, świerki i jodły), ogrodzenie; był to dawny szpital koncernu Georg von Giesches Erben, wybudowany w stylu historyzmu ceglanego z elementami modernizmu[166],
- Secesyjna wieża wodna 1912 roku (przy ul. J. Korczaka); została wpisana wraz z działką nr 1246/31 do rejestru zabytków 29 października 1990 roku (nr rej.: 14182/90)[157],
- Willa z pierwszego dziesięciolecia XX wieku, wolnostojąca, modernistyczna (ul. J. Kantorówny 20); wpisana do rejestru zabytków 16 października 1995 roku (nr rej.: A/574/2019)[157],
- Zamek Prittwitz (ul. Krakowska 81–83), pochodzący z końca XIX wieku; wpisany do rejestru zabytków 7 lipca 2020 roku (nr rej.: A/672/2020)[167],
- Kamienica przy ul. H. Bednorza 14 (nr rej.: A/1165/23)[168],
- Dawny ratusz miasta Szopienice z lat 1927–1928[169] (obecnie ośrodek zdrowia) przy ul. Wiosny Ludów 24; wpisany do rejestru zabytków 2 lipca 2020 roku (nr rej.: A/668/2020)[167],
- zespół stacji kolejowej Katowice Szopienice Północne w Katowicach (wpisany do rejestru zabytków 22 marca 2022, nr rej. A/948/2022), położony na działkach ewidencyjnych nr 1420/8 i 1421/8, karta mapy 3, obr. Roździeń, m. pow. Katowice, składający się z obiektów[170]:
  - budynku dworca kolejowego I klasy (pl. Ogród Dworcowy 1),
  - budynku dawnego biura celnego (pl. Ogród Dworcowy 1a).

## Kultura, sport i rekreacja

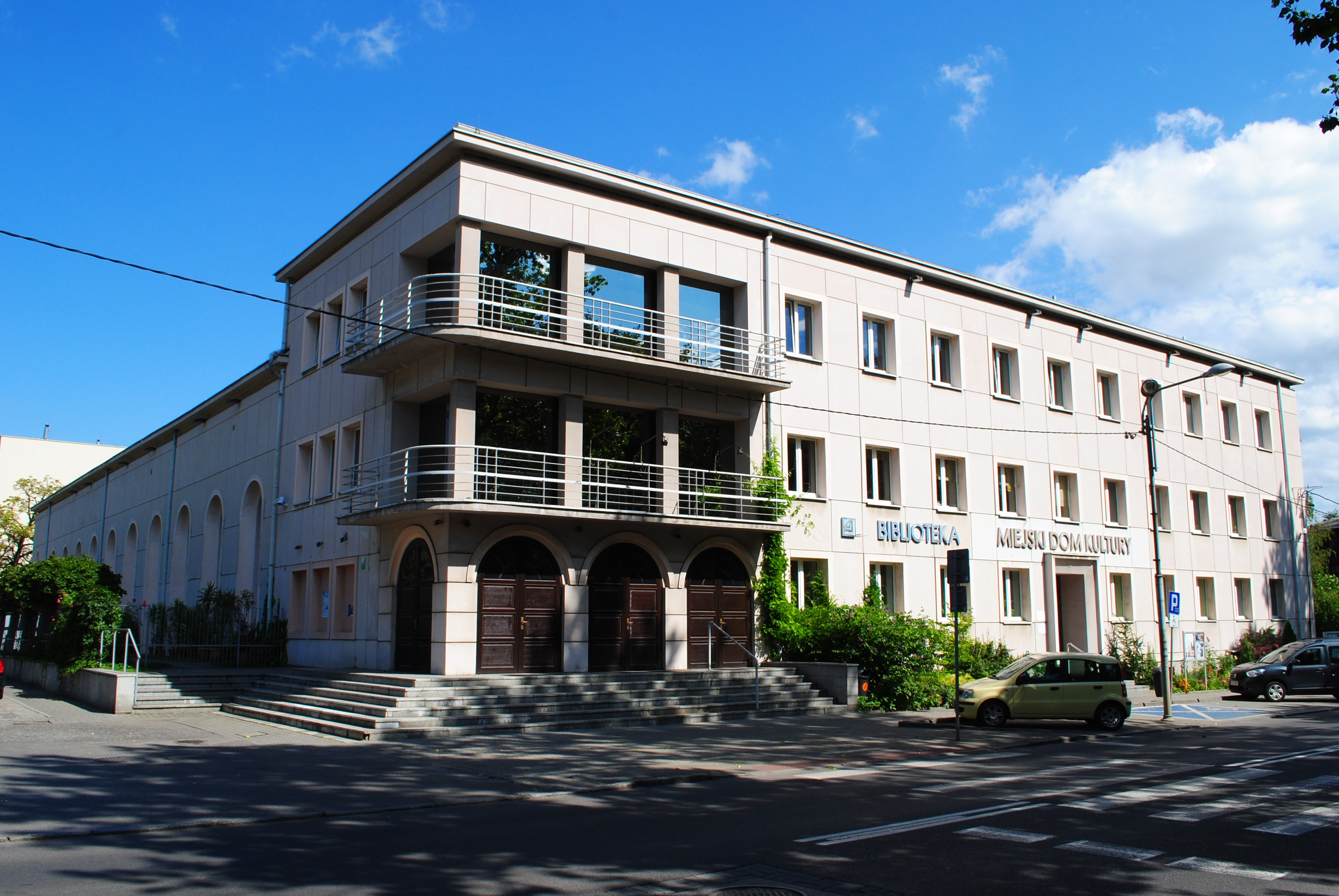
Siedziba Miejskiego Domu Kultury Szopienice-Giszowiec i Filia nr 36 Miejskiej Biblioteki Publicznej przy ul. J. Hallera

Na obszarze Szopienic-Burowca zlokalizowane są następujące placówki kultury i sportu:
- Miejski Dom Kultury Szopienice-Giszowiec w Katowicach (ul. J. Hallera 28)[171];
- Miejski Dom Kultury Szopienice-Giszowiec w Katowicach. Filia nr 1 (ul. Obrońców Westerplatte 10)[171];
- Miejska Biblioteka Publiczna w Katowicach. Filia nr 19 (ul. Obrońców Westerplatte 10)[172];
- Miejska Biblioteka Publiczna w Katowicach. Filia nr 36 (ul. J. Hallera 28);
- Ośrodek Sportowy Szopienice (ul. 11 Listopada 16)[173].

## Oświata

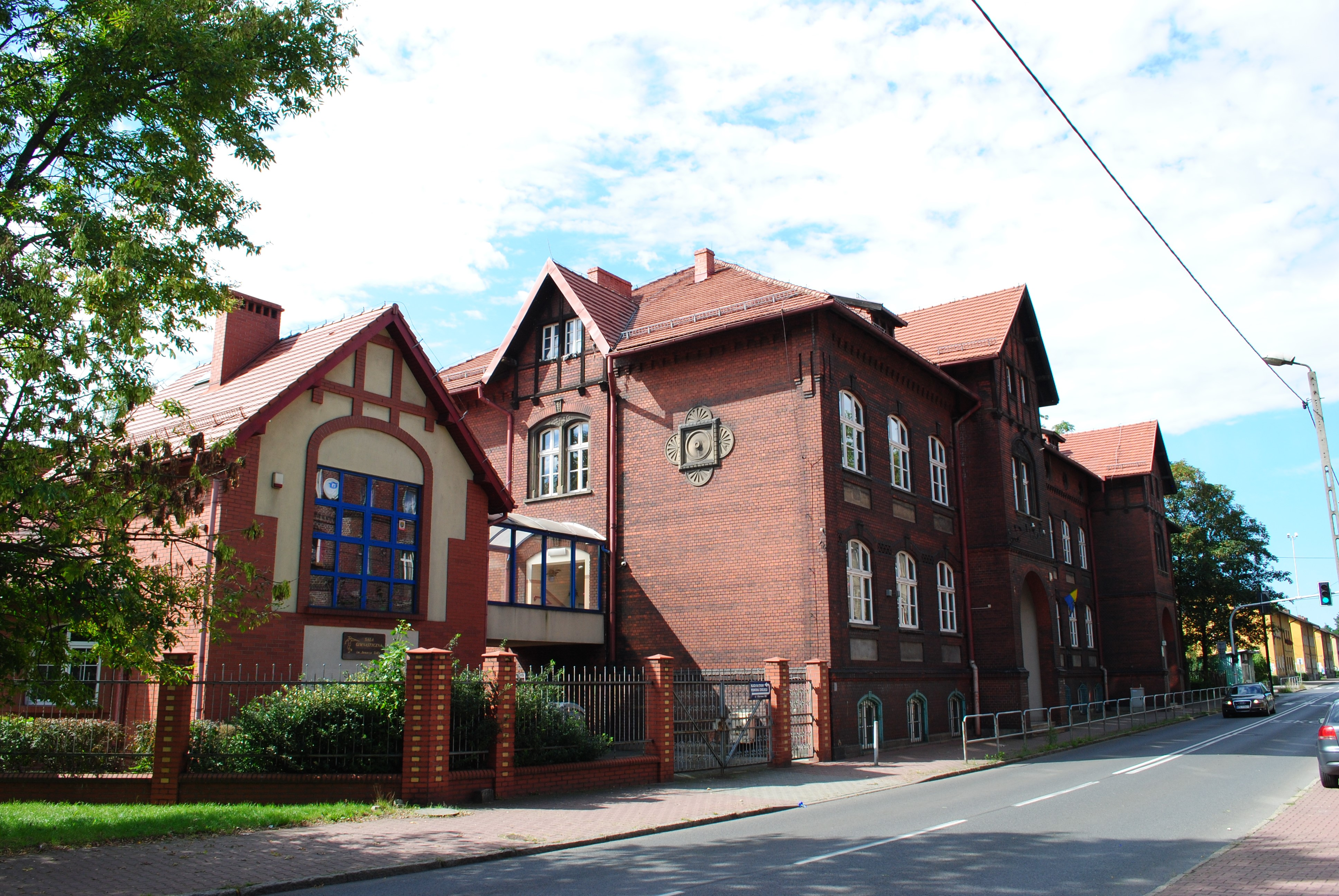
Szkoła Podstawowa nr 44 im. Marii Curie-Skłodowskiej przy ul. Morawa

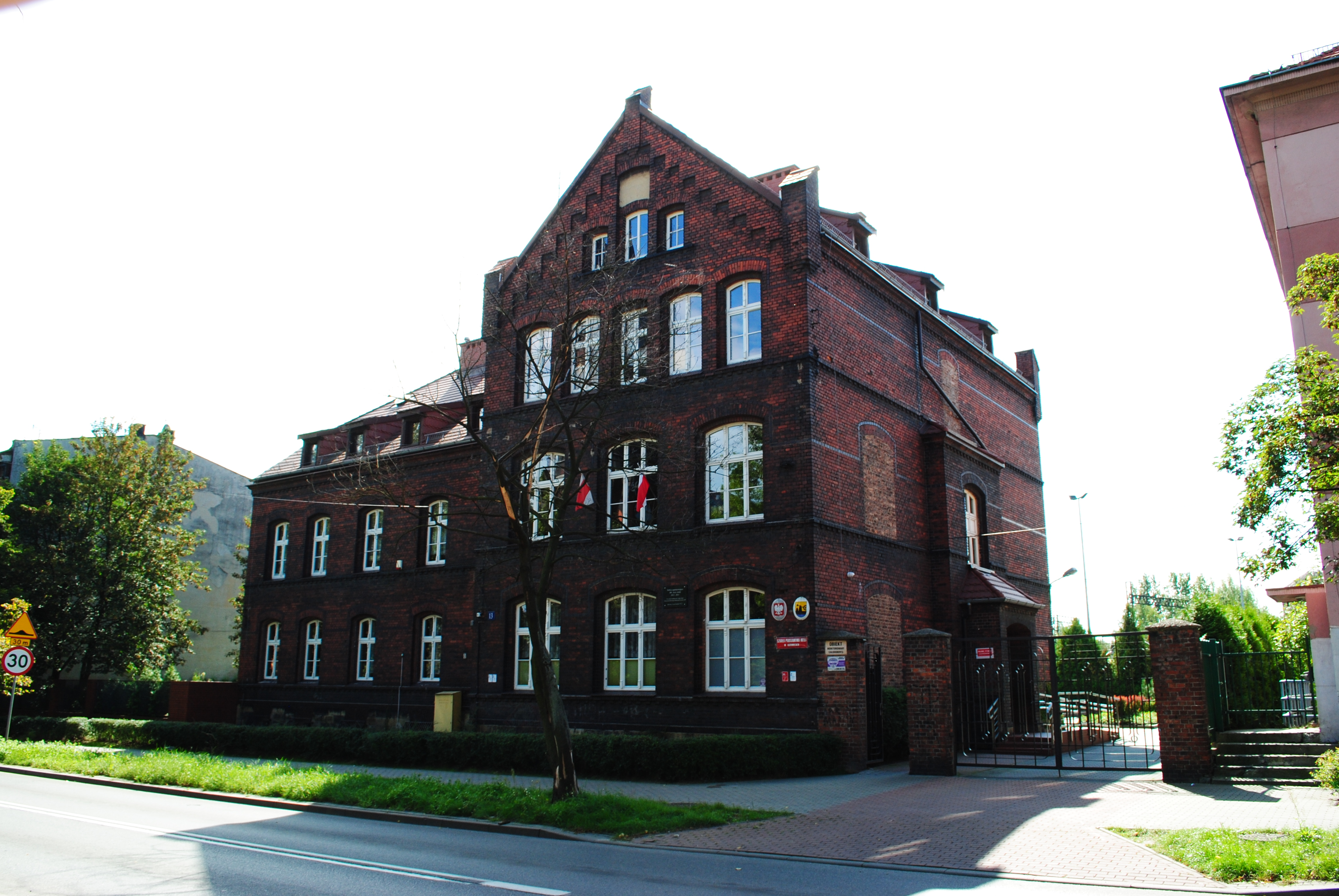
Szkoła Podstawowa nr 55 Specjalna przy ul. H. Bednorza

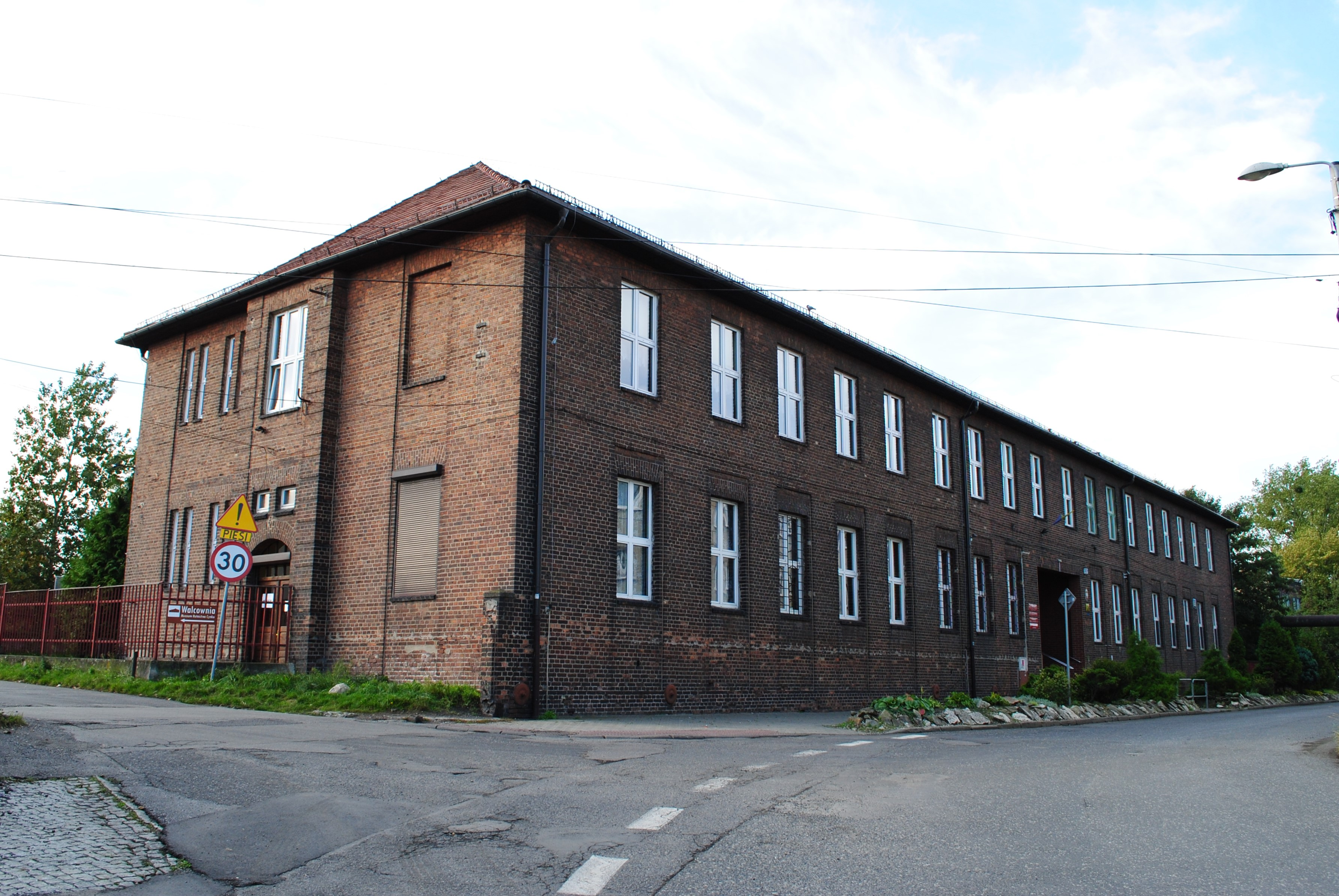
Zespół Szkół Gastronomicznych im. Gustawa Morcinka przy ul. Roździeńskiej w Bagnie

W Szopienicach-Burowcu, według stanu z października 2020 roku znajdują się następujące placówki edukacyjne:
- Żłobek Miejski w Katowicach. Oddział (ul. Ciesielska 1)[174];
- Miejskie Przedszkole nr 56 w Katowicach (ul. Wiosny Ludów 17)[175];
- Miejskie Przedszkole nr 60 w Katowicach (ul. J. Hallera 60)[176];
- Miejskie Przedszkole nr 65 w Katowicach (ul. Ciesielska 1)[177];
- Miejskie Przedszkole nr 66 z Oddziałami Integracyjnymi im. Majki Jeżowskiej w Katowicach (ul. Brynicy 50)[178];
- Szkoła Podstawowa nr 42 w Katowicach (ul. Wiosny Ludów 22)[179];
- Szkoła Podstawowa nr 44 im. Marii Curie-Skłodowskiej w Katowicach (ul. Morawa 86)[180];
- Szkoła Podstawowa nr 45 im. Kornela Makuszyńskiego w Katowicach (ul. J. Korczaka 11)[181];
- Szkoła Podstawowa nr 55 Specjalna w Katowicach (ul. H. Bednorza 13)[182];
- Szkoła Podstawowa dla Chłopców Kuźnica (ul. Deszczowa 14)[183];
- VI Liceum Ogólnokształcące im. Jana Długosza w Katowicach (ul. Lwowska 2)[184];
- Liceum In Altum (ul. Deszczowa 14)[185];
- Zespół Szkół Gastronomicznych im. Gustawa Morcinka w Katowicach (ul. Roździeńska 25)[186]:
  - Technikum nr 3,
  - Branżowa Szkoła I Stopnia nr 2,
  - Branżowa Szkoła II Stopnia nr 2;
- Zespół Szkół Przemysłu Spożywczego im. J. Rymera – I Wojewody Śląskiego w Katowicach (ul. H. Bednorza 15)[187]:
  - Technikum nr 10,
  - Branżowa Szkoła I stopnia nr 7;
- Zespół Szkół Handlowych im. Bolesława Prusa w Katowicach (ul. J. Hallera 60)[188]:
  - Technikum nr 5,
  - Branżowa Szkoła I Stopnia nr 3.

## Religia

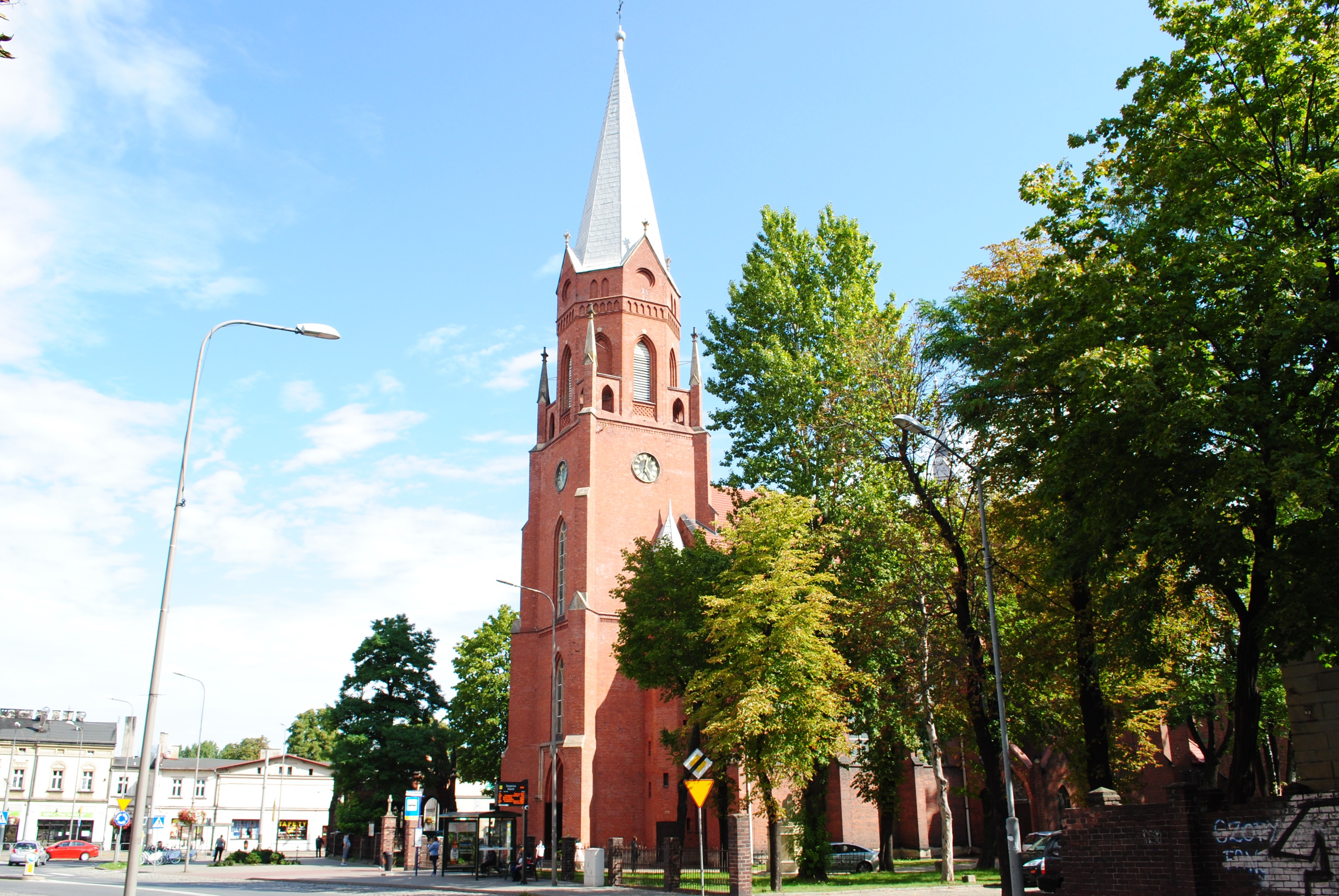
Kościół parafialny parafii św. Jadwigi Śląskiej

W Szopienicach-Burowcu znajdują się siedziby następujących wspólnot religijnych:
- Rzymskokatolicka parafia św. Jadwigi Śląskiej (pl. Powstańców Śląskich 3)[189]; do parafii przynależy cmentarz przy ul. Brynicy o powierzchni 3,96 ha[190];
- Rzymskokatolicka parafia Matki Bożej Nieustającej Pomocy (ul. Siewna 25)[191];
- Ewangelicko-Augsburska parafia Zbawiciela (ul. H. Bednorza 20)[192]; do parafii przynależy cmentarz przy ul. A. Kocura o powierzchni 0,77 ha[190];
- Kościół Zielonoświątkowy Serce Metropolii (ul.H. Bednorza 2a-6 bud.H)

## Bezpieczeństwo publiczne

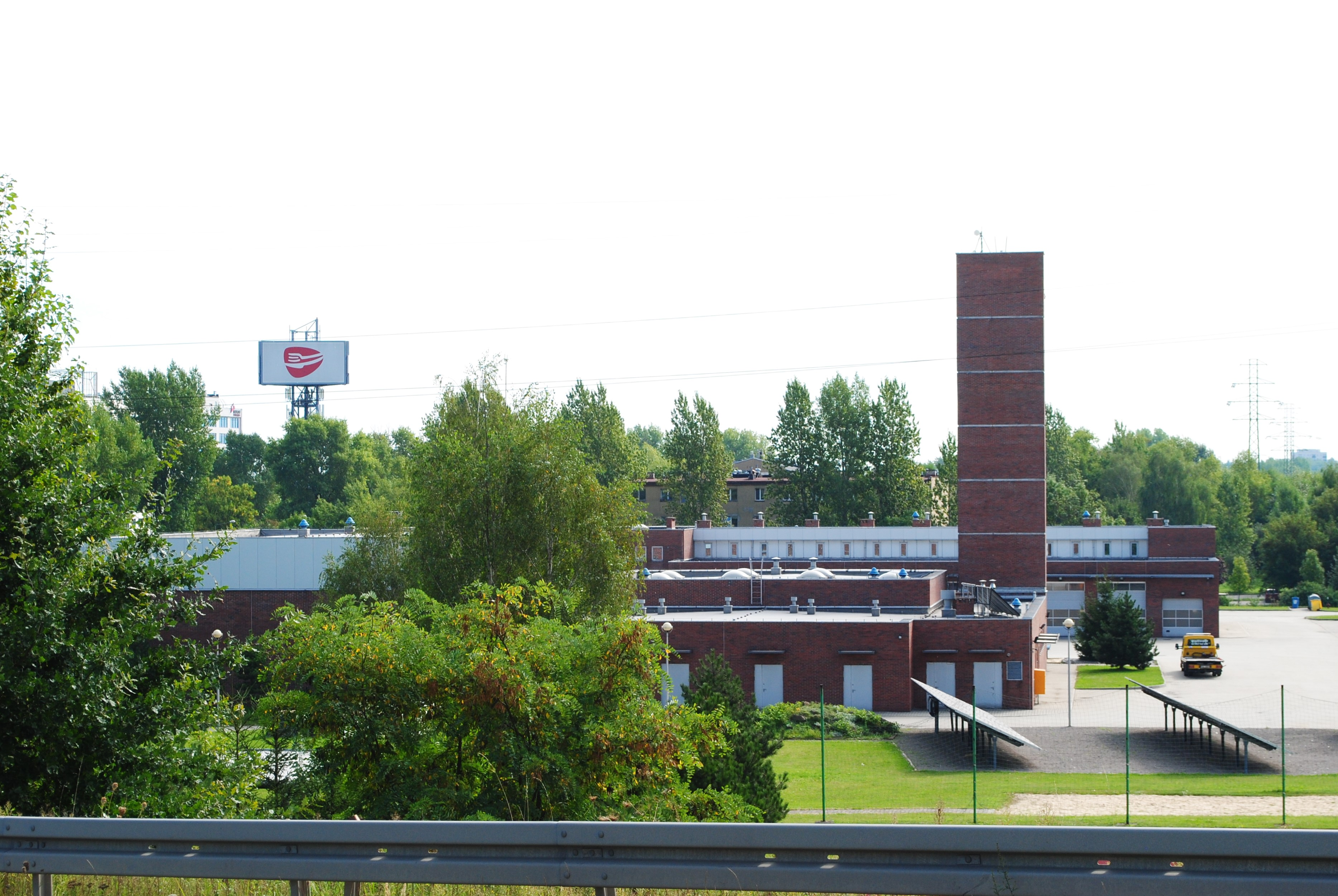
Jednostka Ratowniczo-Gaśnicza nr I Państwowej Straży Pożarnej w Katowicach przy ul. Krakowskiej

Szopienice-Burowiec pod względem bezpieczeństwa publicznego w 2007 roku według współczynnika przestępczości był 20. najbezpieczniejszą dzielnicą w Katowicach (na 22 dzielnice), który wówczas wynosił 3,45 przestępstw na 100 mieszkańców (średnia dla całych Katowic – 3,08). W latach 2004–2007 przestępczość w dzielnicy uległa obniżeniu – w 2004 współczynnik przestępczości wynosił 4,75 przestępstw na 100 osób. W 2007 roku w Szopienicach-Burowcu doszło do 43 wypadków komunikacyjnych.
W Szopienicach-Burowcu znajduje się tam Jednostka Ratowniczo-Gaśnicza nr I Państwowej Straży Pożarnej w Katowicach (ul. Krakowska 130), a także Komisariat V Policji w Katowicach (ul. Lwowska 7), która obsługuje również rejon dzielnicy.
W dzielnicy wg stanu z października 2020 roku działają następujące placówki ochrony zdrowia.
- Centrum Medyczne Szopienice (ul. Wiosny Ludów 24)[196],
- ATUT Niepubliczny Zakład Opieki Zdrowotnej (ul. Wiosny Ludów 19a)[197],
- Szpital Geriatryczny im. Jana Pawła II (ul. Morawa 31)[198],
- Centrum Psychiatrii w Katowicach im. dr. Krzysztofa Czumy (ul. J. Korczaka 27)[199],
- Gabinet stomatologiczny BMed (ul. J. Hallera 64b)[200],
- Centrum Stomatologiczne WAMED (ul. Pogodna 2a)[201].